# Musée d'Aquitaine
 (novembre 2022).
Le musée d'Aquitaine, situé à Bordeaux, présente un collection d'objets et de documents liés à l'histoire de Bordeaux et de l'Aquitaine, de la Préhistoire à nos jours.
Il abrite également les collections du Centre national Jean-Moulin de Bordeaux et du musée Goupil.

## Historique
En 1960, le musée lapidaire, créé en 1783 par l'Académie de Bordeaux, est regroupé avec le Musée préhistorique et ethnographique et le musée d'armes et d'objets anciens. Sous l'impulsion de Georges-Henri Rivière, il prend le nom de Musée d'Aquitaine : Musée d'Archéologie, d'Histoire et d'Ethnographie en 1962.
Dans un premier temps, le musée est installé en 1962 dans l'aile sud du Palais Rohan donnant sur le cour d'Albert, puisque l'aile nord accueille le musée des Beaux-Arts,. Les deux bâtiments ont été réalisés par l'architecte Charles Burguet,.
En 1980, la Société archéologique de Bordeaux signe une convention avec la ville de Bordeaux pour déposer la majorité de ses collections au Musée d’Aquitaine. Dans le cadre de cette convention, le musée a pour mission de faire connaître ces collections sans aliéner leur propriété.
Le 9 janvier 1987, le musée emménage dans les locaux de l’ancienne faculté des lettres et des sciences, bâtiment construit dans les années 1880 par l'architecte municipal Charles Durand et implanté à la place des anciens couvents des Feuillants et de la Visitation.

Au début du XXIe siècle, le musée d'Aquitaine affiche une fréquentation de 111 919 visiteurs en 2003, 88 738 en 2004, 99 880 en 2005, 101 897 en 2006, et 93 661 en 2007.

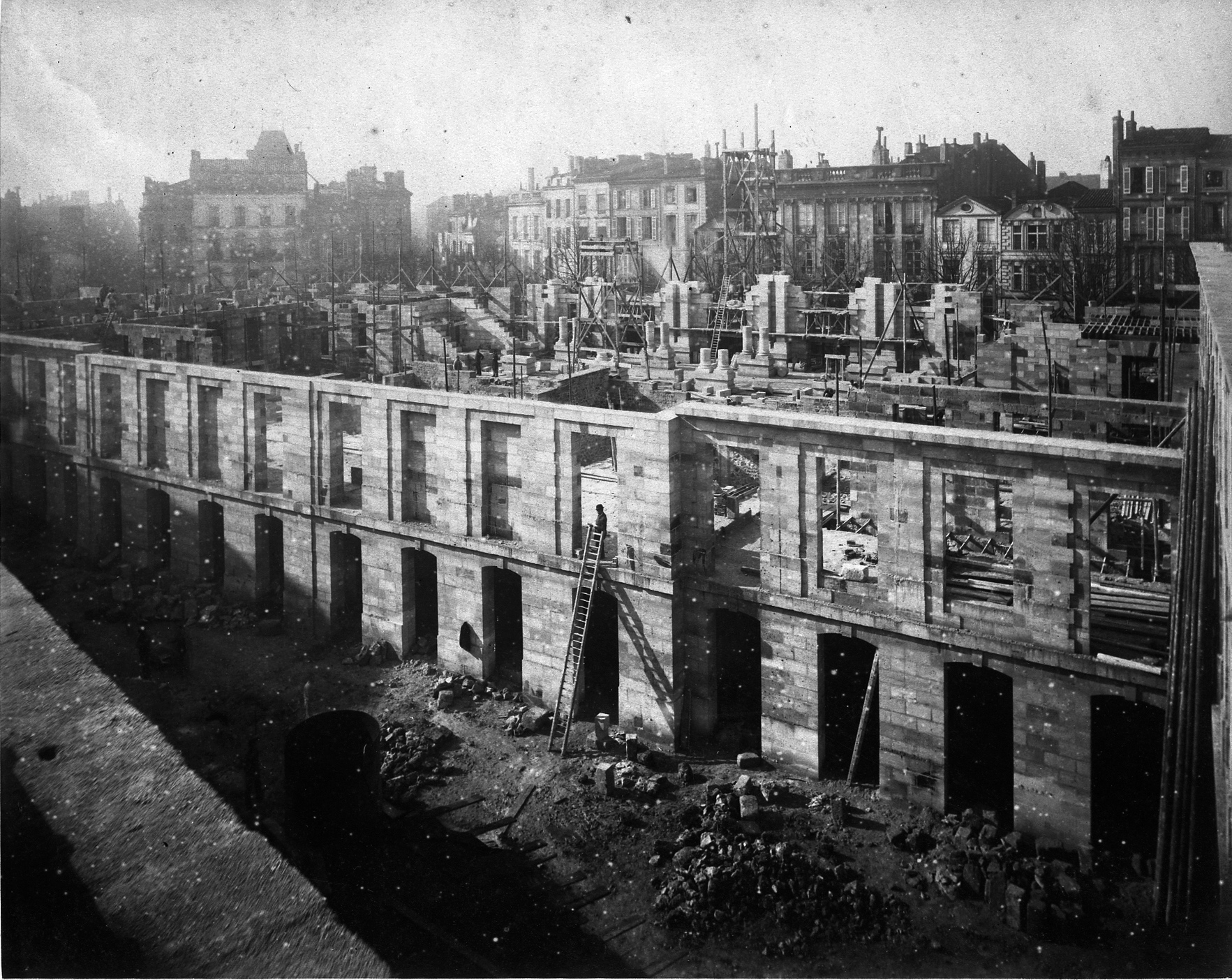
Construction de l'ancienne faculté en 1883 (vue de l'arrière du bâtiment).
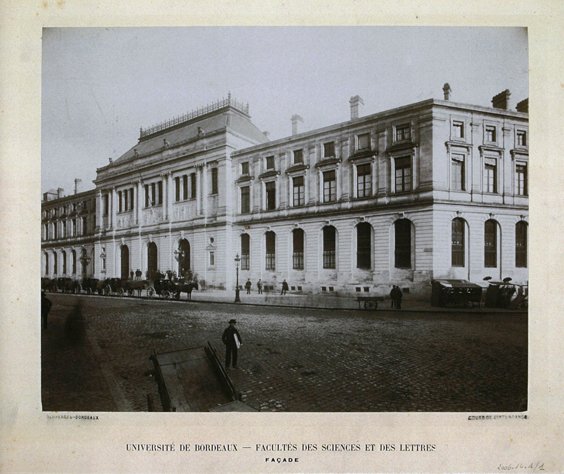
Photographie d'Alphonse Terpereau.
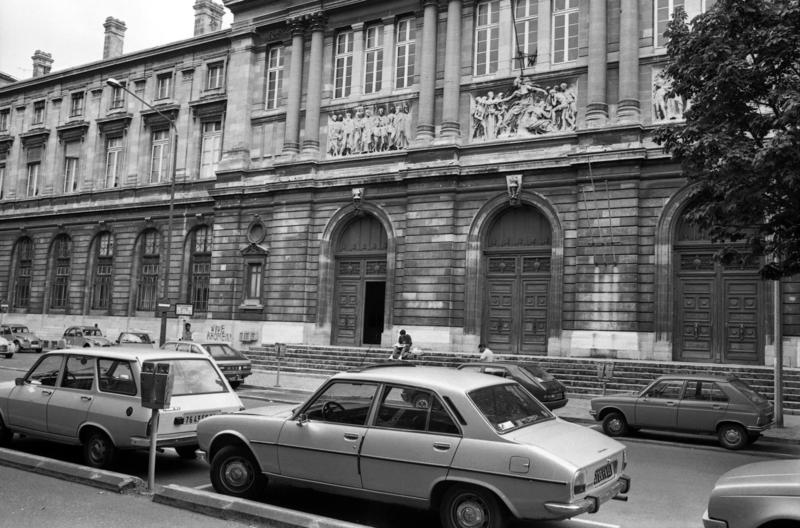
Façade du musée en 1987, avant son ouverture.

## Localisation
Le musée d'Aquitaine se situe cours Pasteur, au centre-ville de Bordeaux, dans le département de la Gironde. Depuis mai 2004, il est desservi par le réseau de tramway de Bordeaux, via la ligne  (station Musée d'Aquitaine) et à proximité de la ligne  (station Hôtel de Ville).

## Collections

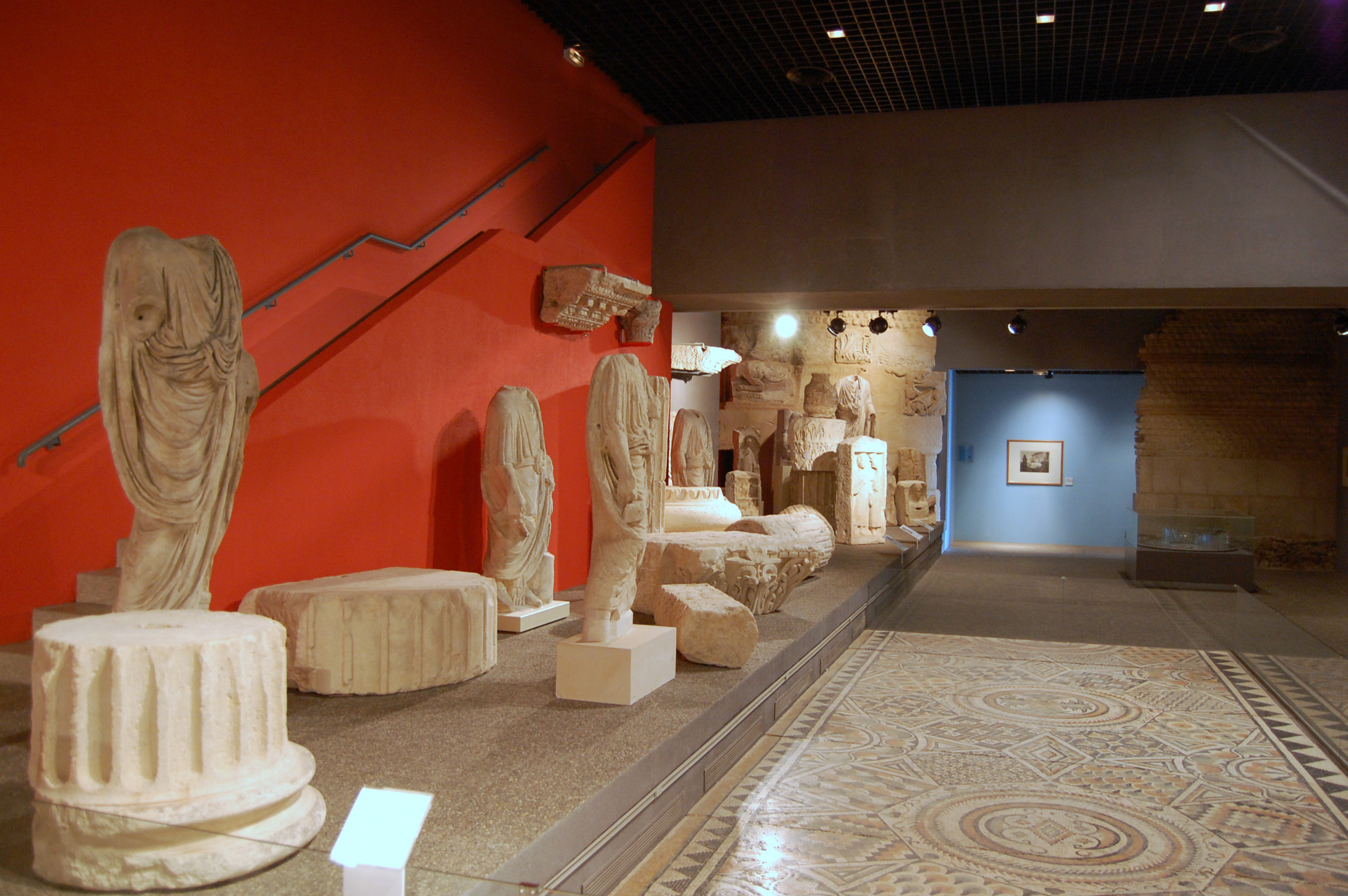
Vestiges antiques de Burdigala.

Les différentes collections regroupent plus de 70 000 pièces. Elles retracent l'histoire de Bordeaux et de l'Aquitaine de la Préhistoire à aujourd'hui. Cinq mille pièces d'arts d'Afrique et d'Océanie témoignent aussi de l'histoire portuaire de la ville.

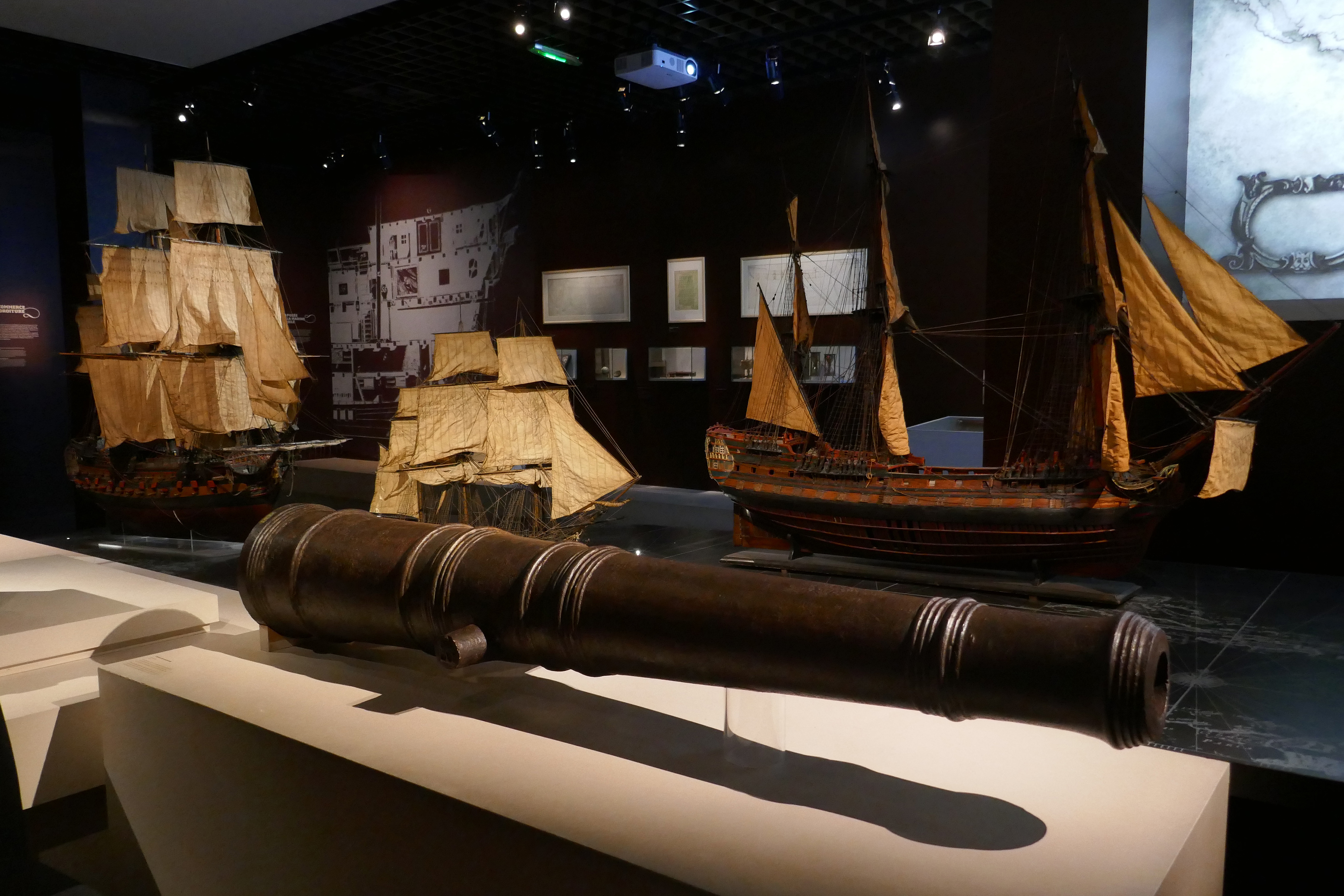
Salles XVIIIe siècle et esclavage.

Le musée héberge des collections permanentes et des expositions temporaires. Les collections permanentes occupent deux étages. Au rez-de-chaussée se trouvent des pièces sur la Préhistoire, la Protohistoire, l'Époque romaine, le Moyen Âge et l'Époque moderne. Au niveau 1 sont présentées des pièces du XVIIIe siècle (commerce atlantique et esclavage), des cultures du monde, des XIXe et XXe siècles (Bordeaux port(e) du monde, 1800-1939).
En 2009, le musée d'Aquitaine a ouvert des nouvelles salles permanentes consacrées au rôle de Bordeaux dans la traite négrière. Les salles consacrées au XIXe ont quant à elles été rouvertes en février 2014.

### Préhistoire

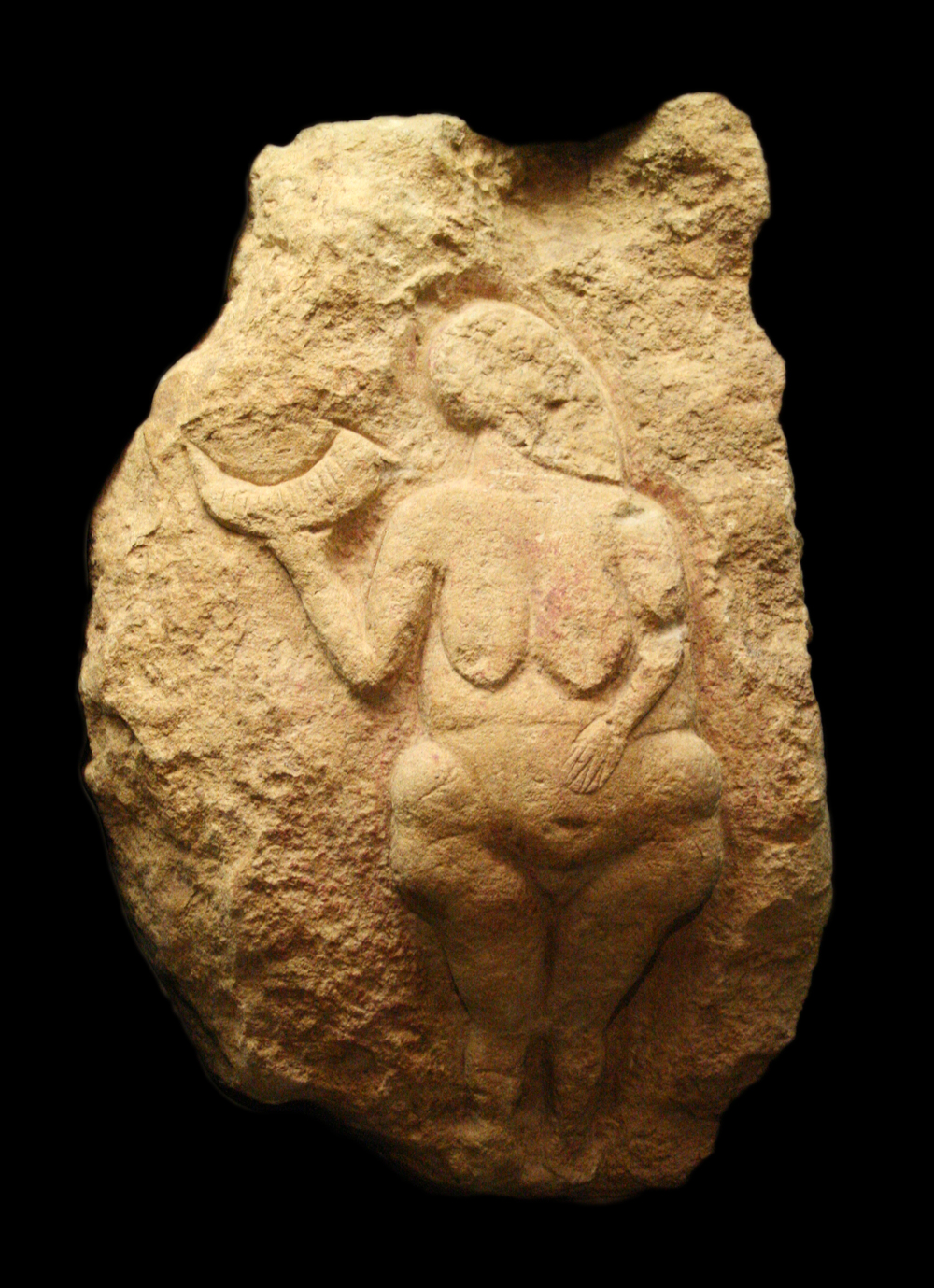
La Vénus de Laussel.

Le musée conserve de grandes collections d’art préhistorique dont les bas-reliefs à figuration féminine de Laussel Marquay (Dordogne), avec la célèbre Vénus à la corne (Venus de Laussel) et les miniatures de l’abri Morin (Pessac-sur-Dordogne). Un fac-similé de la « frise des cerfs » de la grotte de Lascaux est également exposé.
Le musée conserve aussi le mobilier archéologique de plusieurs grands sites archéologiques comme la grotte ornée de Pair-Non-Pair (Gironde), découverte en 1881 et le gisement du Cap Blanc à Marquay (Dordogne), ou encore la grotte sépulcrale d’Eybral en Dordogne.

### Protohistoire
La première salle montre les rites funéraires des populations du Premier âge du Fer, entre 800 et 450 av. J.-C. De nombreuses urnes funéraires accompagnées d’armes, parfois volontairement brisées, de fibules, torques ou boucles de ceinture proviennent des tumulus d'Ibos (Hautes-Pyrénées) et de Pau (Pyrénées-Atlantiques).
Le musée expose un poteau anthropomorphe provenant de Soulac-sur-Mer. Daté de 450 av. J.-C., il est l'un des très rares témoins de la statuaire protohistorique en bois de France.

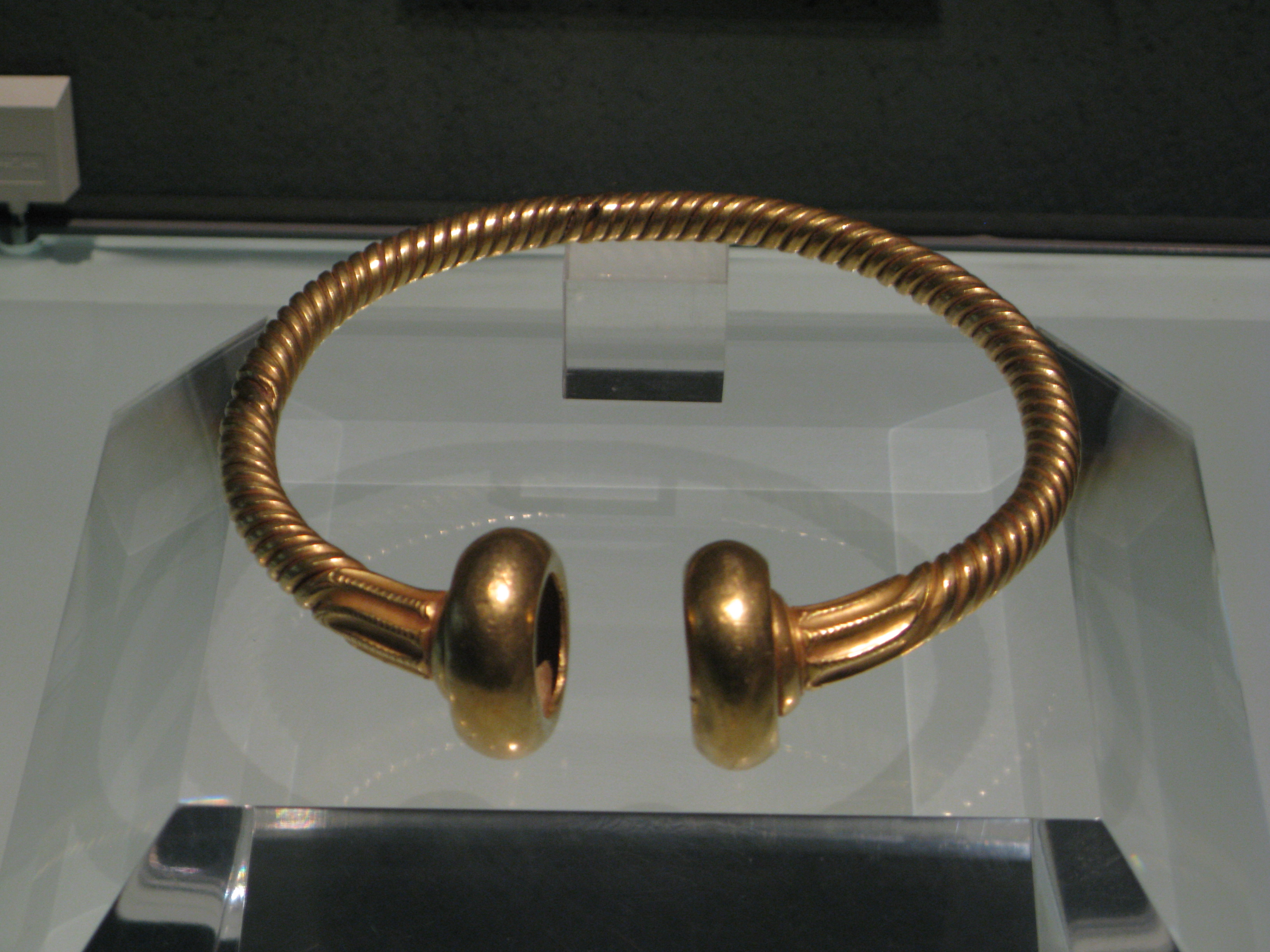
Torque du Trésor de Tayac.

Le Deuxième âge du Fer, entre 450 et 50 av. J.-C., est principalement illustré par les découvertes du site de Lacoste (Mouliets-et-Villemartin, Gironde), riche village artisanal et commercial à la frontière entre Gaule celtique et Gaule aquitaine. Le commerce, l’artisanat du fer et du bronze, l’agriculture, la vie quotidienne et la poterie sont présentés de façon thématique à côté de la reconstitution d’un atelier de forgeron gaulois.
De récentes fouilles à Bordeaux ont mis au jour des poteries, des objets de parure, mais aussi des statues en pierre utilisées dans la société gauloise.
L'un des trésors de cette collection est le torque et les monnaies d'or gauloises, découverts à Tayac, près de Libourne et datés de la fin du IIe – Ier siècle av. J.-C.).
L’âge du Fer prend fin avec la Guerre des Gaules, menée par César. C’est en Aquitaine qu’eut lieu la dernière bataille, à Uxellodunum (Saint-Denis-les-Martels, Lot) en 51 av. J.-C. Le musée expose une partie de l’armement des gaulois retrouvé sur ce site, témoin de la fin de l’indépendance gauloise.

### Antiquité

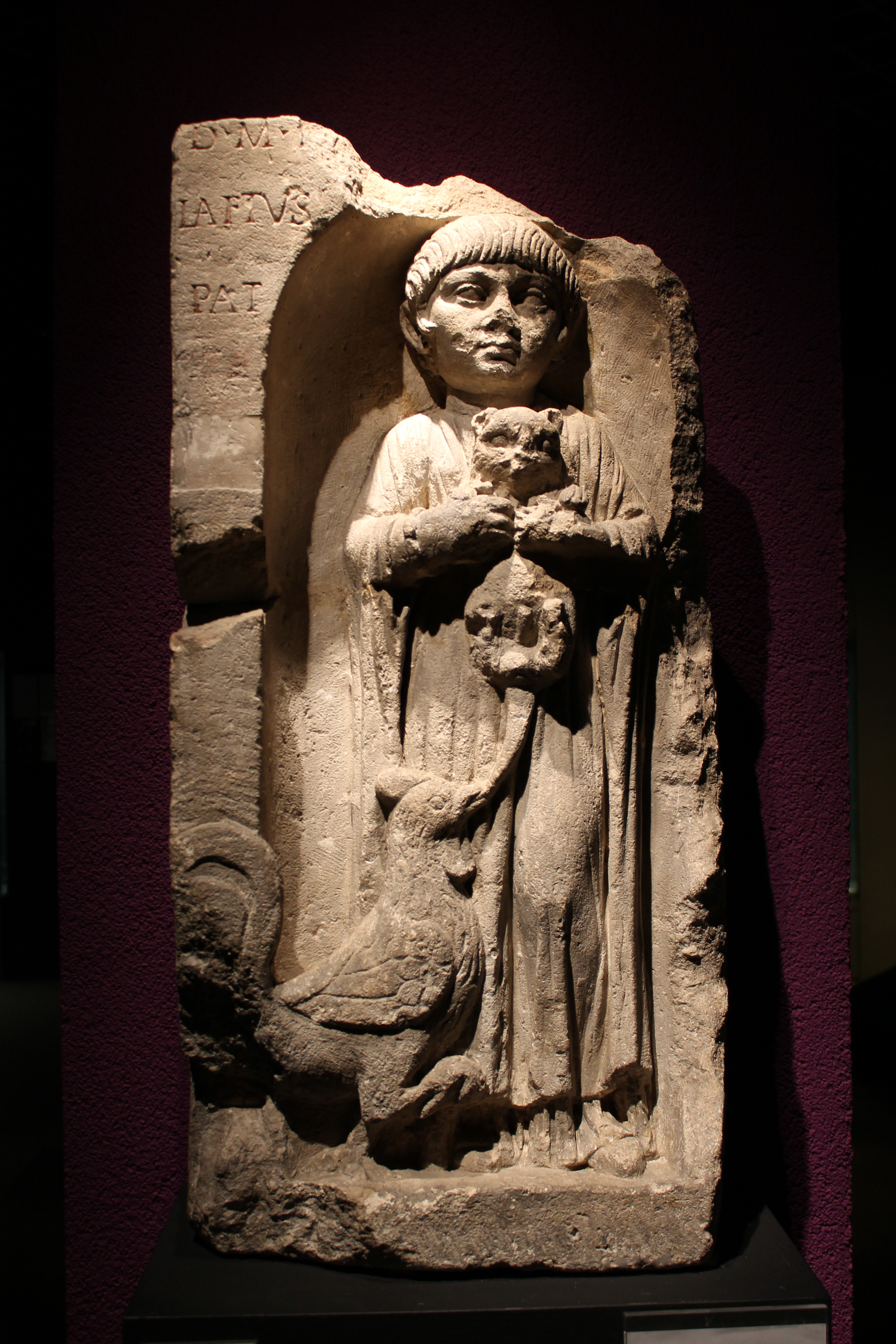
Stèle funéraire gallo-romaine de la petite fille de Laetus.

Les salles présentant l’Antiquité commencent par l’évocation de la ville, de son architecture et de ses décors, effets sensibles de la romanisation, avec l’Aquitaine devenue romaine à partir de 56 avant Jésus-Christ. Cette nouvelle administration territoriale est attestée localement par un autel de marbre qui consacre officiellement la cité des Bituriges Vivisques, premier peuple connu de la cité antique de Bordeaux, Burdigala. Une inscription monumentale nous apprend que sous le règne de l’empereur Claude, dont est présentée une statue de marbre, les adductions d’eau de la ville ont été mises en place par le mécénat d’un certain Caius Julius Secundus.
À partir du Bas-Empire, Burdigala est capitale régionale après Saintes et Poitiers. Un temple, de dimensions exceptionnelles, les Piliers de Tutelle dont il reste des gravures et des fragments architecturaux monumentaux, ou l’immense mosaïque d’une maison du centre-ville, témoignent de la richesse de la ville.
La deuxième salle montre que la position stratégique de la ville, implantée à un carrefour à la fois maritime, fluvial et terrestre, conduisit très tôt les populations à se tourner vers le négoce. Les stèles (pierres tombales) d’étrangers ou d’artisans, les monnaies découvertes dans la Garonne, la vaisselle, les outillages et les objets de la vie quotidienne attestent de l’attractivité de la ville, devenue plaque tournante d’un commerce redistribuant les marchandises de l’arrière-pays vers le reste de l’empire.

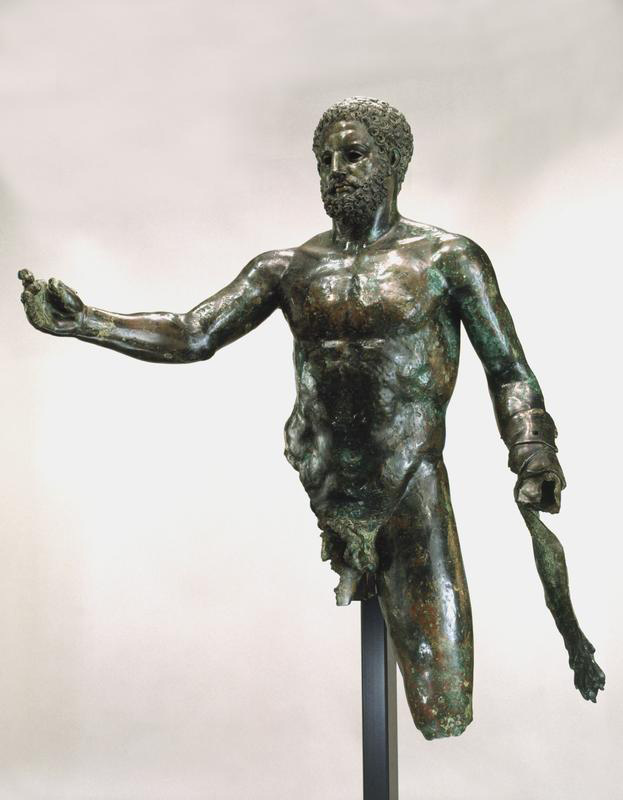
Statue d'Hercule en bronze.

Les espaces suivants présentent les divinités gauloises romanisées telles que des statues de Jupiter-Taranis ou Jupiter-Cernunos, et celles du panthéon romain classique, telles que la grande statue de Jupiter découverte dans un sanctuaire à Mézin (Lot-et-Garonne), qui précède d’un siècle celle d’Hercule (IIe siècle), en bronze, de type grec classique et de qualité exceptionnelle, découverte en 1832 à Bordeaux.
En 1987, des fouilles archéologiques (site de Parunis au 146, cours Victor Hugo) ont mis au jour l’un des plus grands mithraea de Gaule (temple consacré au culte à mystères du dieu Mithra). Le musée expose un autel au dieu Mithra du 2e au 3e siècle.
Certaines des nombreuses stèles extraites de la base du rempart romain lors de sa démolition sont présentées dans l’espace sur les rites funéraires. Elles avaient été extraites des nécropoles situées à l’extérieur de la ville, dont celle de « Terre-Nègre », très étendue au nord-ouest.
Au IIIe siècle, la réforme de Dioclétien partage le territoire aquitain en rattachant les peuples du nord de la Garonne à l’Aquitaine seconde, et ceux situés entre Garonne et Pyrénées à la Novempopulanie. Dans le dernier espace, quelques objets comportant des symboles chrétiens et une très grande mosaïque dessinant le plan d’une basilique en rotonde évoquent l’époque paléochrétienne, tandis que la période mérovingienne s’illustre par les productions d’influence wisigothique dans l’art du métal (plaque-boucles de ceintures), ainsi que par les sculptures de l’École d’Aquitaine (sarcophages et chapiteaux en marbre des Pyrénées).

### Moyen-Âge

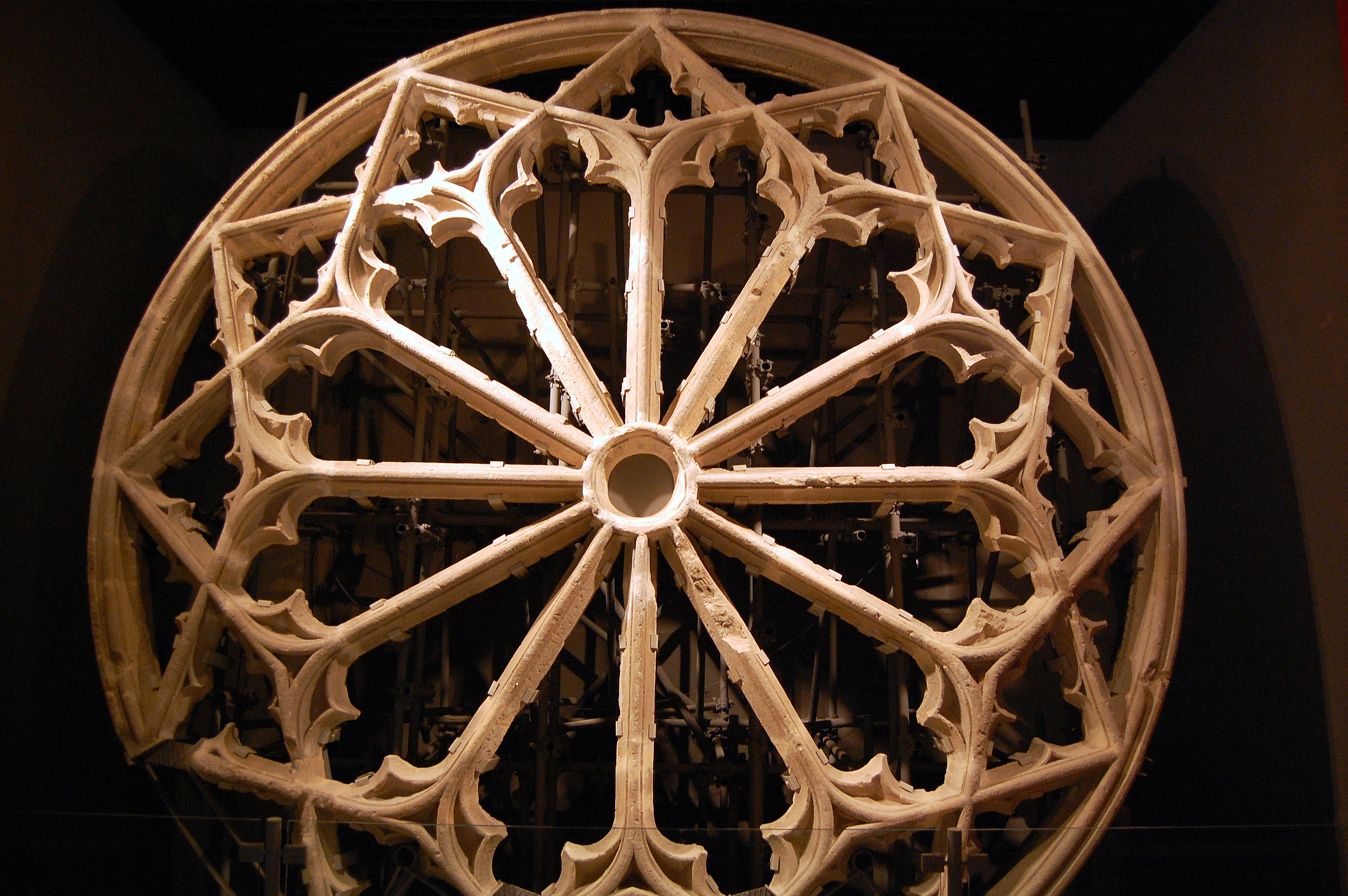
Rosace de l'église des Grands Carmes de Bordeaux.

La présentation des collections médiévales traite successivement de différents thèmes représentatifs de la spécificité de l'Aquitaine dans cette période historique de six siècles : de 848, date de la destruction de la ville de Bordeaux par les Normands, à 1453, lorsque l'Aquitaine redevient française. Ainsi sont évoqués successivement Aliénor d'Aquitaine, le pèlerinage de Saint-Jacques-de-Compostelle, l'expansion médiévale sous les rois d'Angleterre, la féodalité et les chevaliers gascons, la culture de la vigne et les échanges commerciaux avec l'Angleterre, la création des bastides, le Prince noir, la vie quotidienne, les troubadours... Parallèlement des gisants, des plates-tombes et des éléments de tombeaux permettent d’étudier l’évolution du mobilier funéraire et les préoccupations de cette période.
Enfin, dans une deuxième grande salle, sont présentés l’impressionnante rosace de l’ancienne église des Grands Carmes, ainsi que de très beaux exemples de l’art roman et de l’art gothique de Bordeaux (chapiteaux de Saint-André, éléments du portail détruit de Saint-Seurin) et de sa région (Visitation de Guîtres, chapiteaux d’Auzac et de La Brède).
En transition vers les salles « Renaissance », trois belles sculptures de Julien Rochereau, l’un des rares sculpteurs de cette période dont le nom soit connu.

### Époque moderne

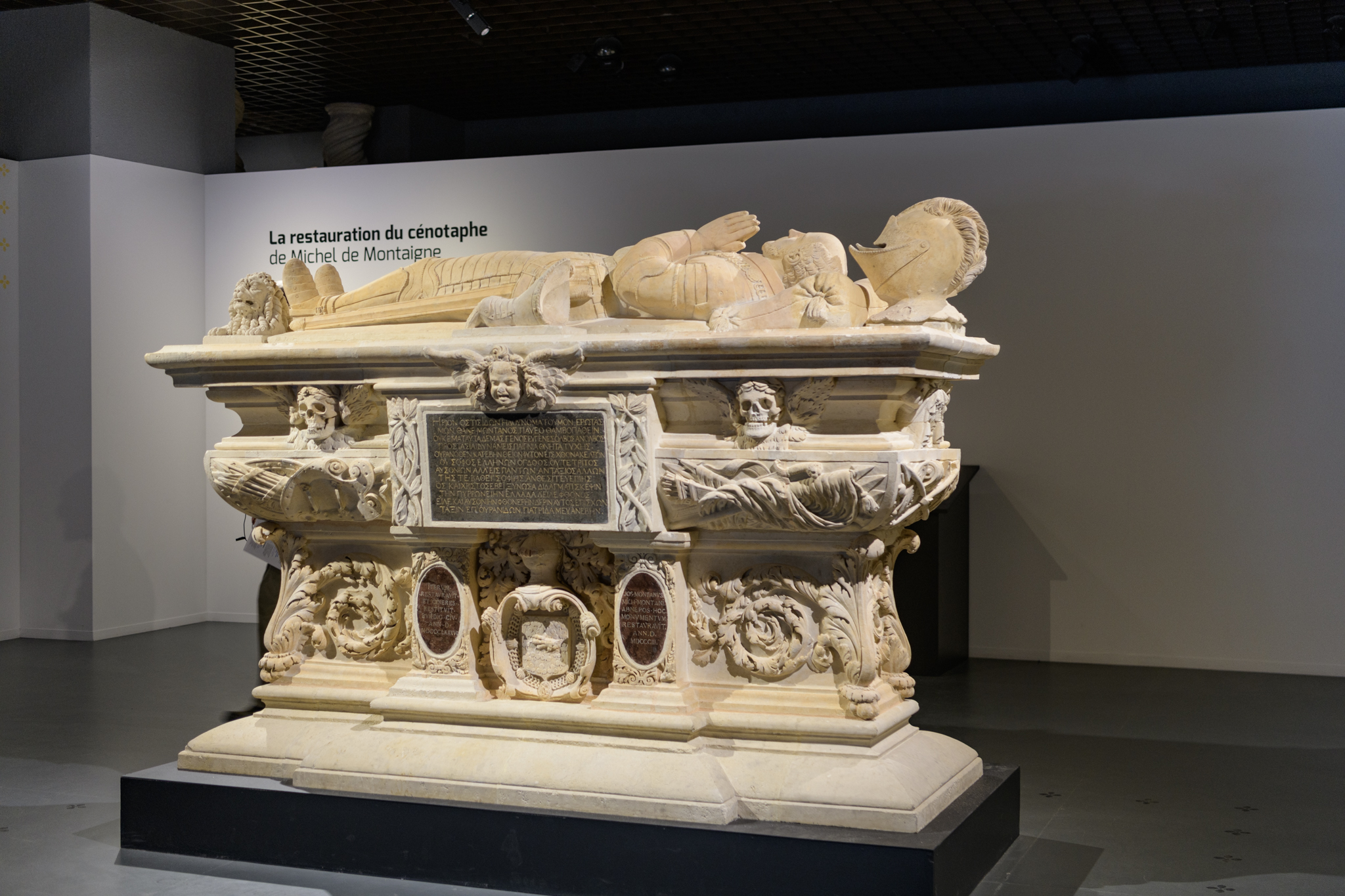
Cénotaphe de Montaigne.

Les collections des XVIe et XVIIe siècles sont introduites par les nouvelles armes de la ville de Bordeaux après que la Guyenne soit redevenue française, et par la statue de Charles VIII, conçue pour la nouvelle porte Cailhau, après sa victoire à Fornoue.
De plus, grâce au Collège de Guyenne, on assiste à un brillant développement d’une civilisation intellectuelle où les humanistes confortent l’emploi de la langue française, mais aussi se convertissent en nombre à la Réforme dont les progrès sont considérables dans tout le Sud-Ouest, tandis que Bordeaux s’affirme comme le fer de lance de la Contre-Réforme.
Sont alors évoqués les hôpitaux (Saint-André, de la Peste, de la Manufacture), le culte des saints et celui des "trois Maries", la vie quotidienne en Aquitaine et l’habitat, le commerce et les relations avec les Iles et l'Amérique. À Terre-Neuve, la pêche morutière peut être en effet très lucrative, et grâce à Colbert, Bordeaux acquiert un rôle très important dans l’économie maritime du royaume.
Les principaux chefs-d’œuvre de cette salle sont le cénotaphe de Michel de Montaigne, les monuments funéraires des ducs d’Épernon et du maréchal d’Ornano, ainsi que le buste de François de Sourdis par Le Bernin.

### Bordeaux auXVIIIesiècle, le commerce atlantique et l'esclavage.
Le Musée d'Aquitaine comporte un espace de 740 m2 entièrement consacré au XVIIIe et à la traite négrière. Ces salles permanentes ouvertes en 2009 s’organisent en quatre espaces à la scénographie différenciée.

#### Bordeaux capitale provinciale
Le premier espace témoigne du rôle de la ville de Bordeaux au XVIIIe siècle en France. La reconstitution muséographique d’une façade bordelaise qui fait office de support esthétique aux vestiges de la statue équestre de Louis XV est un rappel des transformations urbaines entreprises durant cette époque prospère.

#### Bordeaux, porte océane et port négrier

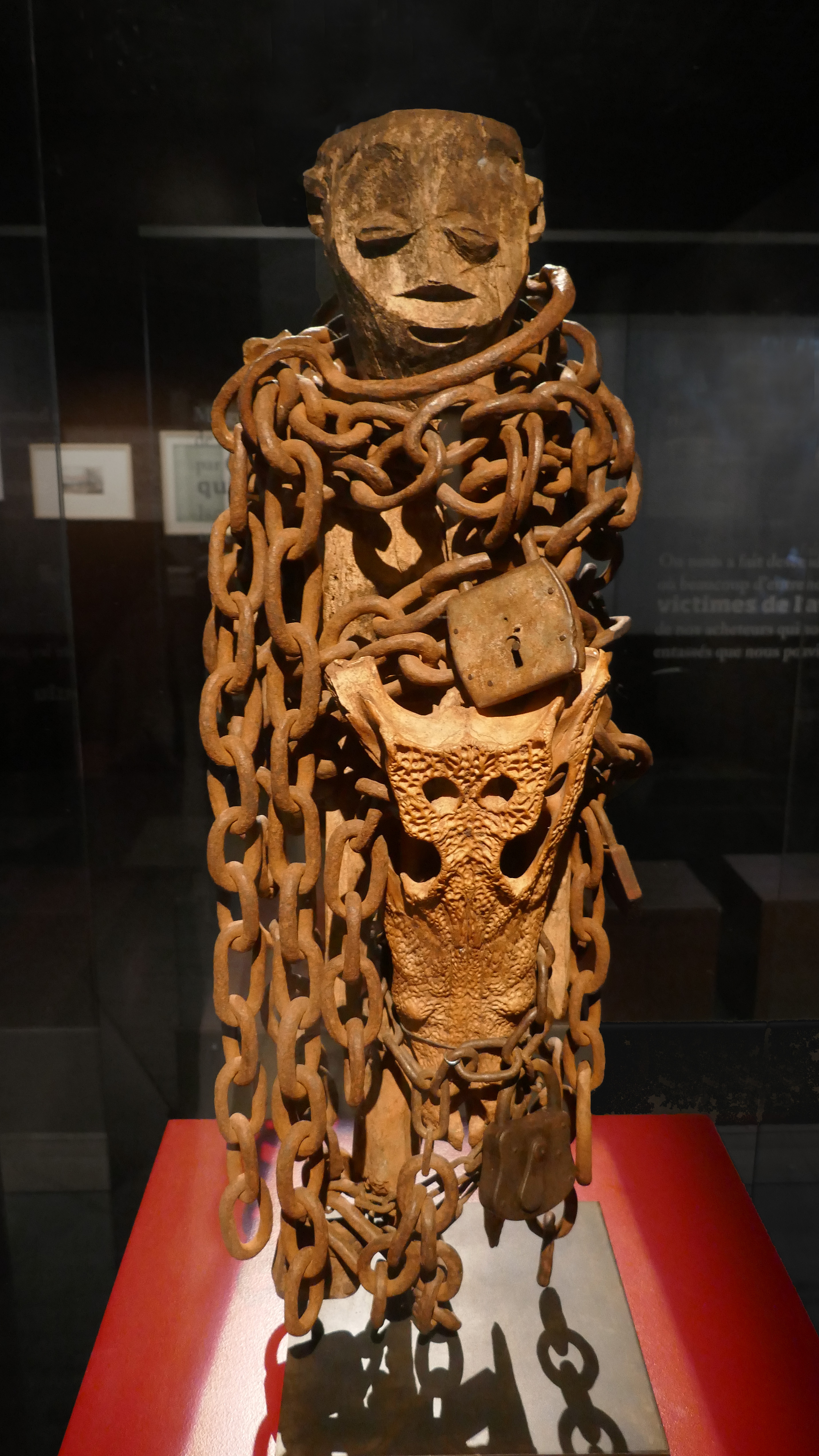
Fétiche fon couvert d'anciennes chaînes d'esclaves.

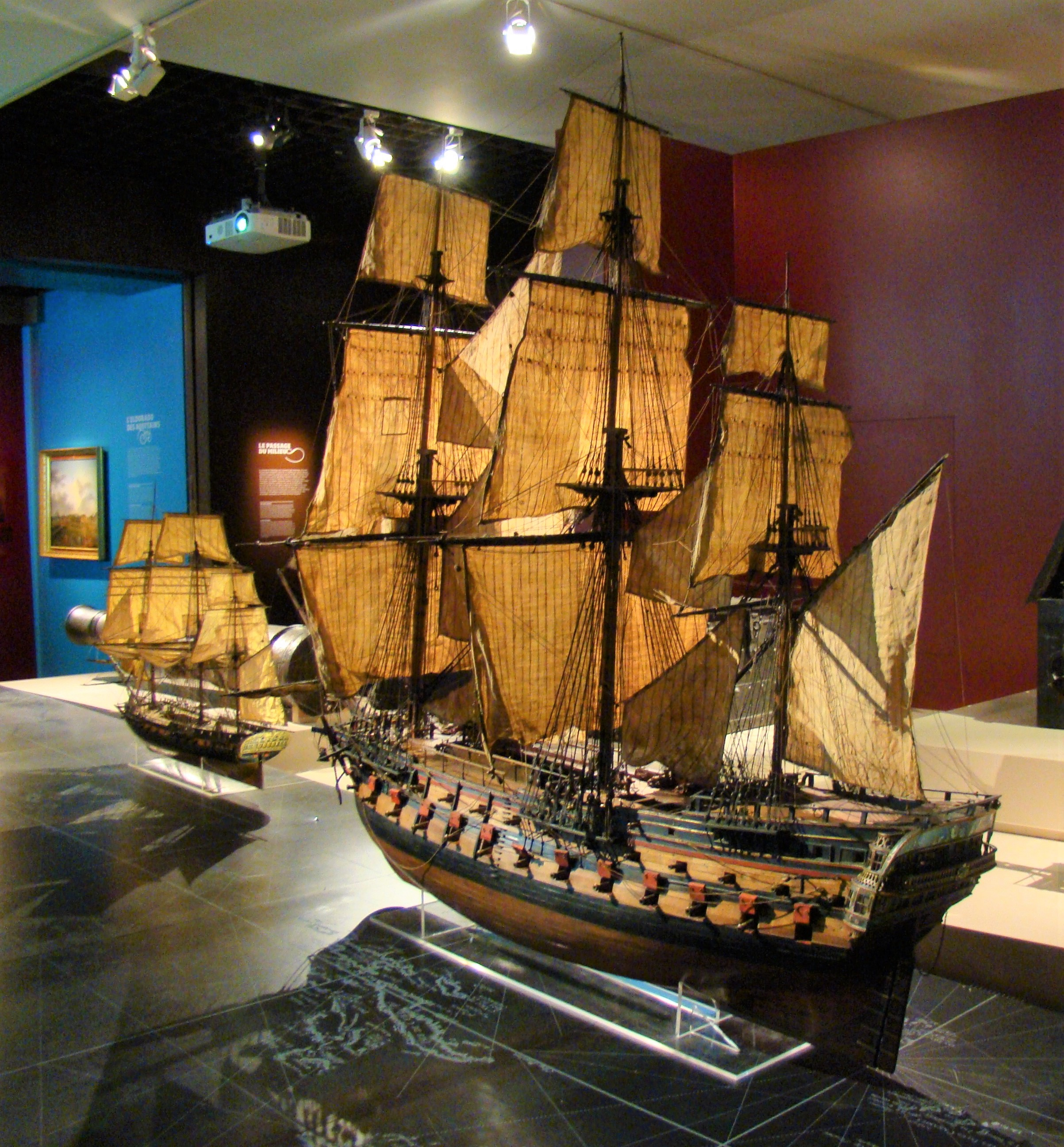
Maquettes de vaisseaux.

Le deuxième espace s’intéresse aux modes et aux enjeux du commerce maritime bordelais, matérialisé par une imposante collection d’objets de navigation et de maquettes de vaisseaux. Parmi eux, le fonds Marcel Chatillon composé de 600 gravures, dessins et peintures d'origine antillaise, ajouté aux collections d’origines africaines rapportées par les marins négociants. La salle dispose également de reproductions de documents d’archives. Cet espace montre le lien entre Bordeaux et la traite négrière, une grande partie des plantations de la colonie de Saint-Domingue était contrôlée par des Français originaires d’Aquitaine. Des missionnaires et explorateurs embarquaient depuis le port de Bordeaux. Les modalités de la traite des captifs auprès des marchands africains sont ici explicitées.

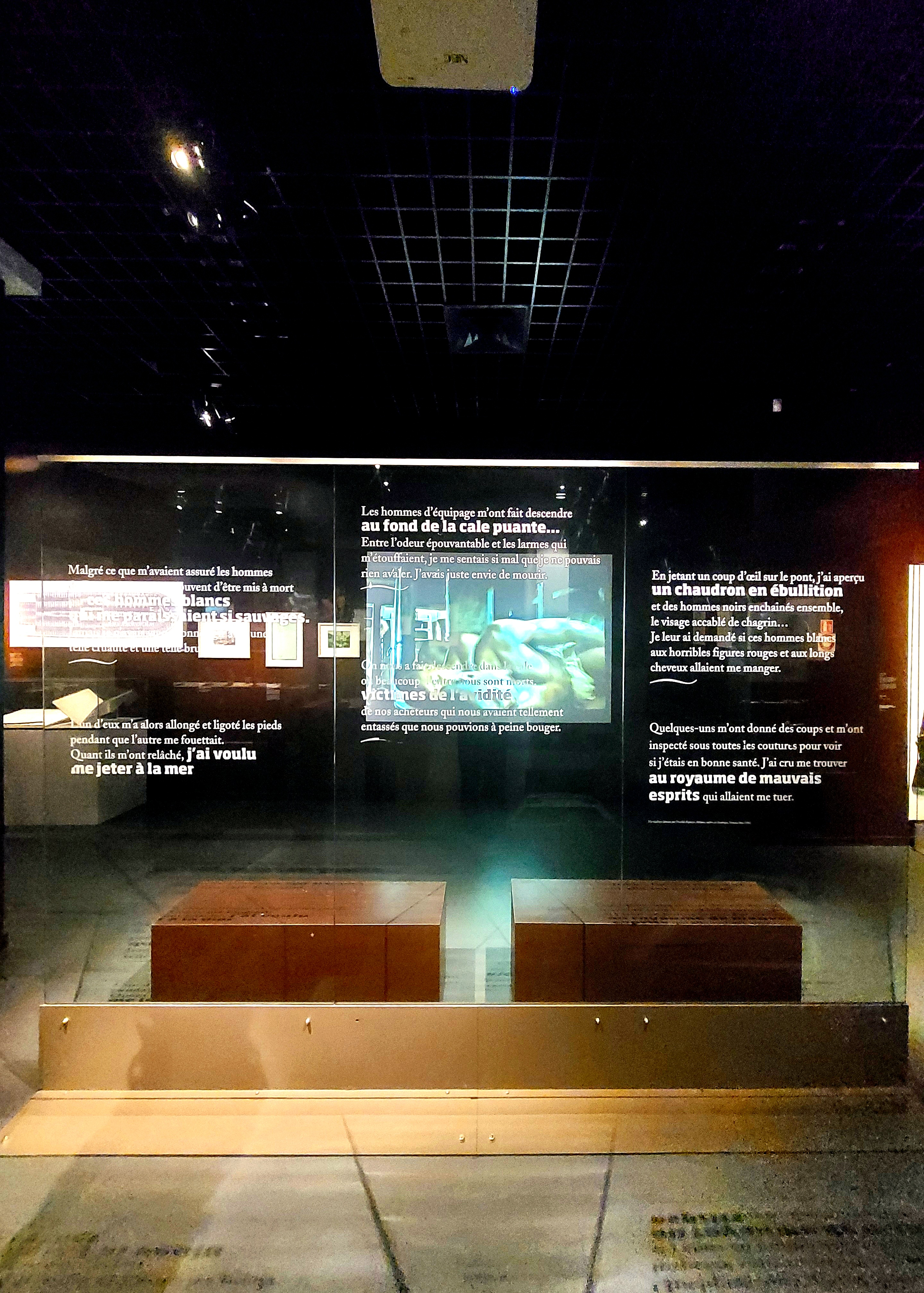
Installation autour d'extraits de l'autobiographie d'Olaudah Equiano.

Les tragédies des autochtones décimés ainsi que les désastres issus des guerres coloniales sont présentés.
Scénographie : L'exposition immersive, aux lumières tamisées, tire profit des dispositifs scénographiques au sein de la médiation. Dans le deuxième espace, est projetée une docu-fiction (La Licorne, de Pascal Magontier, 2009) rapportant des extraits d’un journal de bord conservé aux Archives Départementales du capitaine d’un navire négrier.

#### La vie aux Antilles

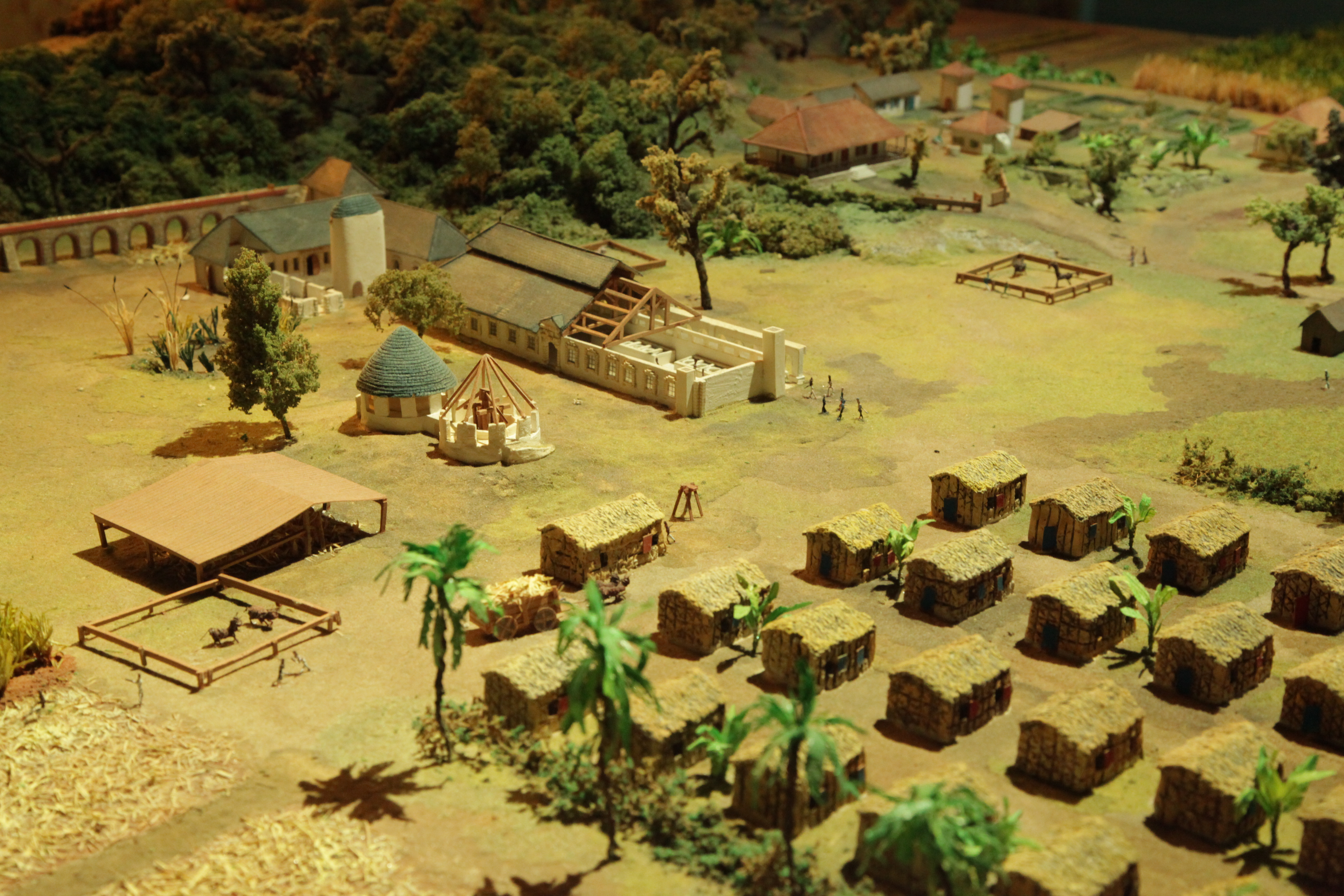
Maquette d'une plantation coloniale (sucrerie Nolivos).

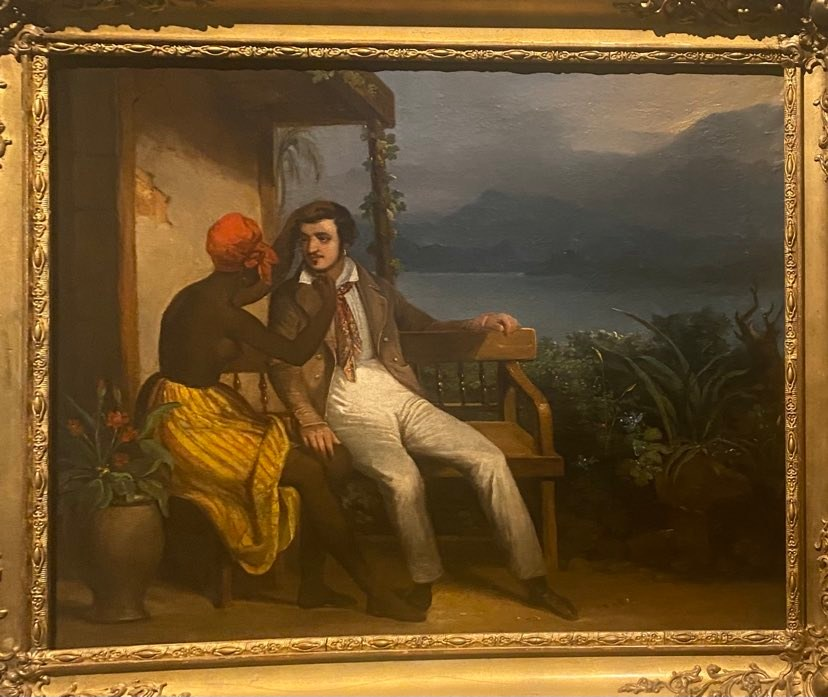
Petit maître que j'aime, par Julien Vallou de Villeneuve. Ce tableau datant de 1840, typique du doudouisme, met en avant une vision biaisée de la relation entre un maître et son esclave.

Le troisième espace montre l’organisation du système esclavagiste dans les « îles à sucre ». Les documents témoignent des conditions de vie et des relations sociales qui existent dans les plantations coloniales, tels que la vente des esclaves, l’organisation du travail, les sévices corporels, la mortalité, l’infanticide, l’affranchissement, le marronnage et les révoltes.
Les documents témoignent aussi de la vie quotidienne aux Antilles et des relations entre les hommes libres et les esclaves noirs. Le tableau de Julien Vallou de Villeneuve, Mon petit maître que j’aime, huile sur toile datant de 1840, met en scène la relation entre l’esclave noire et son maître. Au second plan, une nature insulaire, idyllique et exotique, telle qu'à Saint-Domingue. Ce tableau montre une relation sentimentale idéalisée, avec un geste de tendresse qui ne reflète pas l’ambivalence des relations entre l’esclave noire et le maître blanc. Le titre donné au tableau reprend la vision biaisée de ces relations.
La société antillaise, et en particulier celle de Saint-Domingue (aujourd'hui Haïti), est composée d'une population blanche minoritaire, mais détentrice des droits et de tous les pouvoirs (30 000) et d’une population noire esclave travaillant dans les plantations (environ 300 000). Dans une société qui représente un eldorado pour les colons, les mœurs plus libérées qu’en métropole leur permettent d’échapper aux conventions du mariage. Les relations entre les femmes esclaves noires et les maîtres, souvent complexes, contribuent à la création d’une société créole peuplée de ces nouveaux habitants métissés qui redéfinissent leurs droits et leur liberté.

#### Héritages

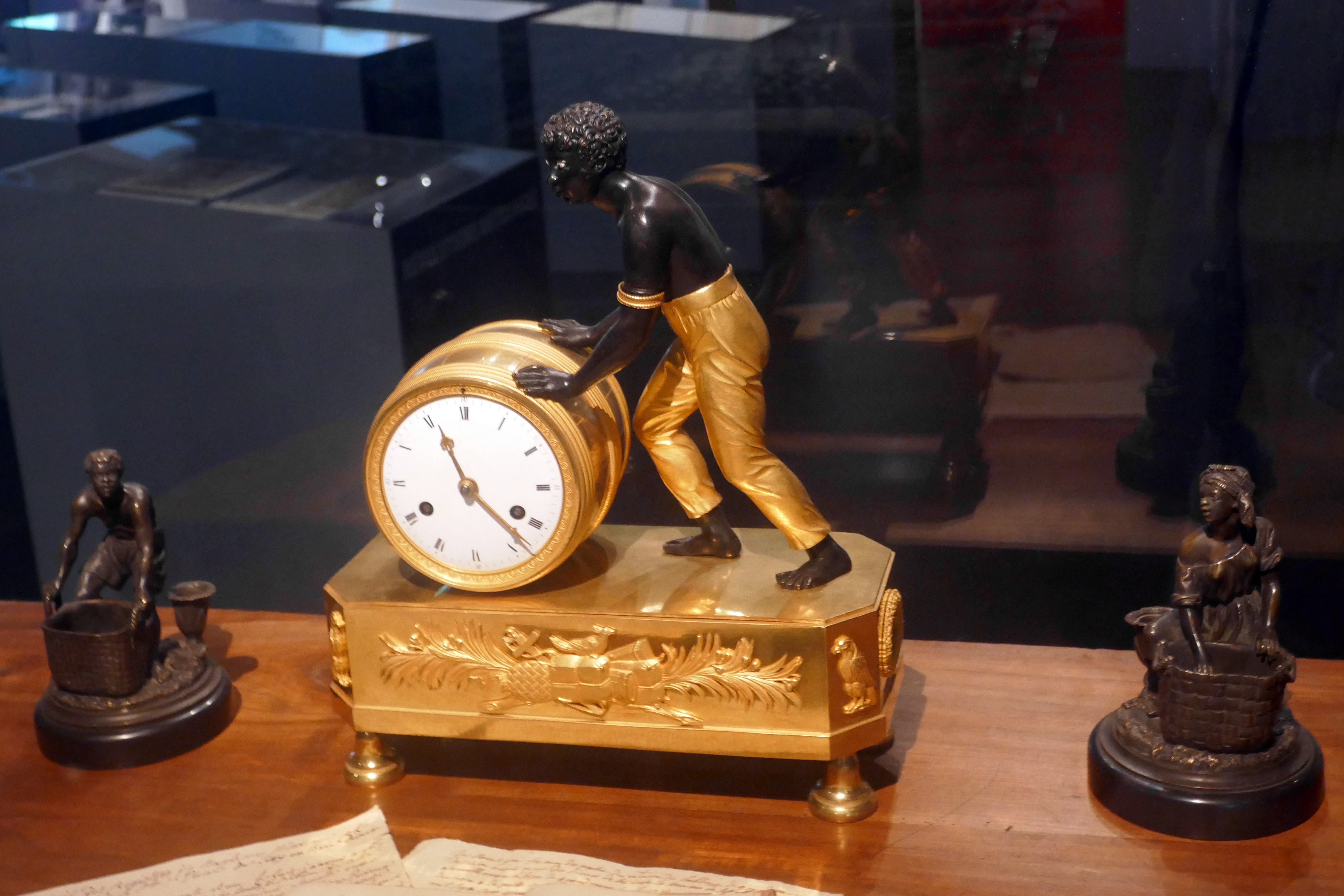
Horloge au « nègre ».

Le quatrième espace relate les combats pour l’abolition de l’esclavage, menés de part et d’autre de l’océan, et s'intéresse aux conséquences dans nos sociétés en s’interrogeant sur les héritages politiques, sociaux et culturels nés de cette histoire, comme par exemple les préjugés raciaux.
Avec la Révolution française, Bordeaux et sa région passent de l’Ancien Régime aux grandes mutations du XIXe siècle.

### Bordeaux port(e) du monde: 1800-1939
Ce nouvel espace ouvert en mars 2014 propose de découvrir les relations que la ville a entretenues avec le monde, de 1800 à 1939.

#### Un port en transformation
Bien que très touchées au début du XIXe siècle par la perte de Saint-Domingue, à la suite des révoltes d'esclaves, et les guerres maritimes de la Révolution et de l’Empire, les relations intercontinentales vont reprendre progressivement et le port qui connaît un essor manifeste dès les années 1820 restera le moteur de l’économie bordelaise.

De grands aménagements sont entrepris avec la création de quais verticaux, des bassins à flot, des hangars et d’entrepôts (Entrepôts Lainé, par exemple). La construction du pont de pierre préfigure le développement de la rive droite en ouvrant de nouvelles voies de communication. Des personnalités du monde politique ou économique comme Claude Deschamps, Joseph Lainé et Pierre Balguerie-Stuttenberg, sont à l’origine de ces grands travaux.

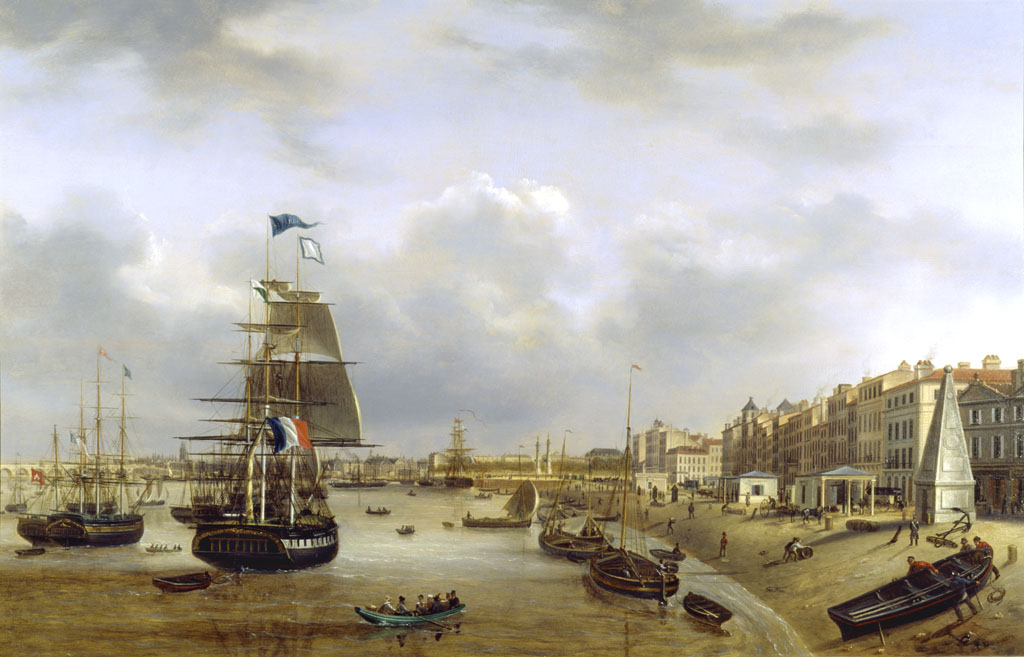
Vue du quai des Chartrons, par Louis Burgade (1835).

La navigation fluviale s’accroît considérablement grâce à la construction à Bordeaux, de bateaux à vapeur qui permettent une meilleure régularité du trafic pour le transport des marchandises : vin, pierre, charbon, bois, denrées alimentaires.
L’ouverture du commerce mondial donne naissance à une industrie navale bordelaise d’importance : Bordeaux est l’un des trois leaders mondiaux pour la fabrication des clippers, puis, à la fin du siècle, développe la construction de remorqueurs, cargos, paquebots, mais aussi de bateaux de guerre (torpilleur, cuirassés, sous-marins).
Tout au long du siècle, le Port de la Lune devient une rue industrielle. Une multitude d’ouvriers portuaires travaille en permanence sur les berges et dans les ateliers. Une culture ouvrière se développe avec de nombreux conflits sociaux liés aux conditions de travail des dockers.
De nouvelles perspectives de développement s’ouvrent, avec en particulier, l’arrivée du chemin de fer en 1841. Bordeaux devient un nœud ferroviaire qui va bouleverser une partie de ses activités traditionnelles.

#### Un horizon maritime mondial

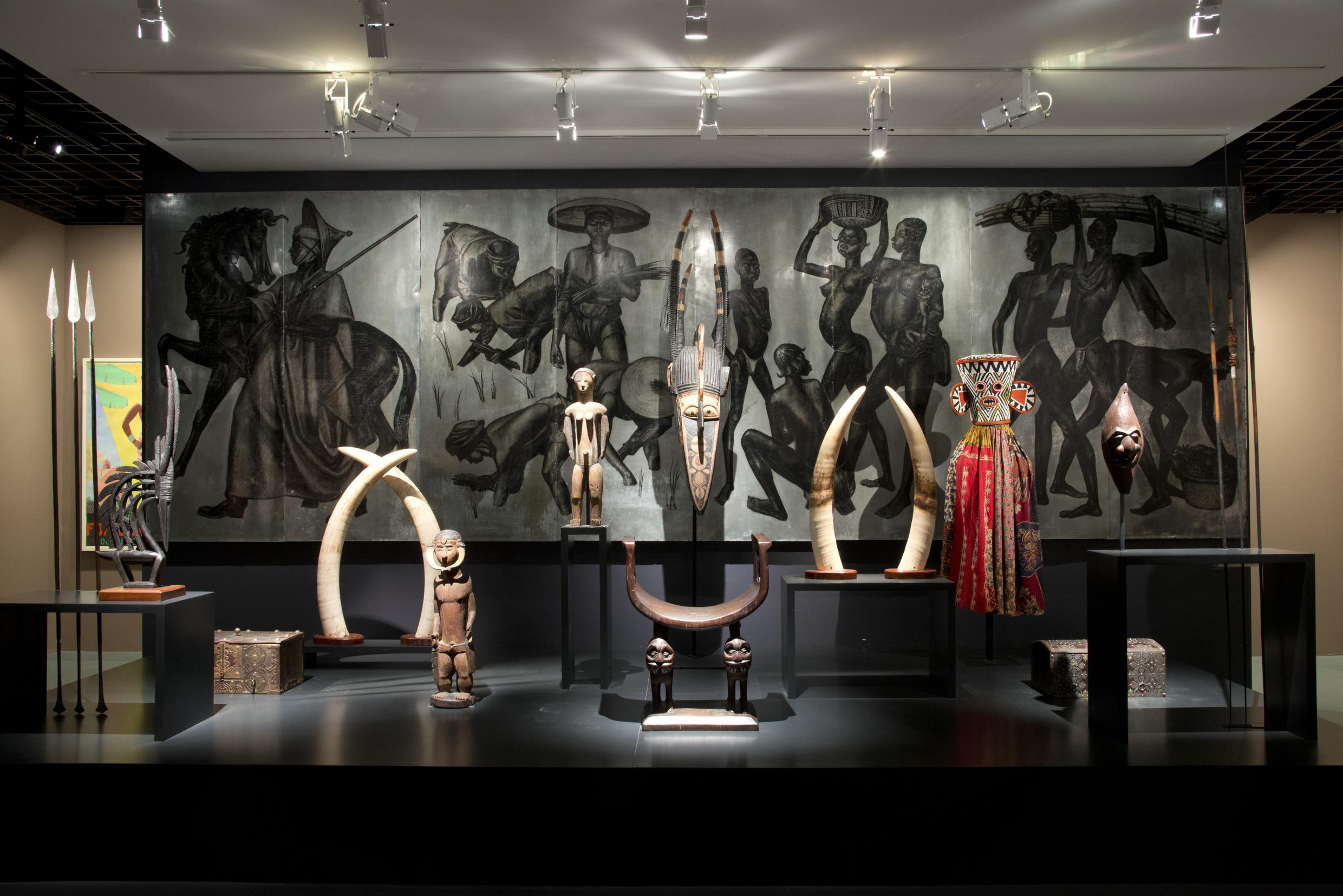
Salles Bordeaux port(e) du monde.

En concurrence avec Paris, Lyon, Nantes, Le Havre ou Marseille, Bordeaux se place au cœur du négoce avec les colonies.
Après la Révolution, les raffineries de sucre des Antilles y sont encore nombreuses et assurent 15 % de la consommation européenne dans les années 1830 ; puis s’y ajoute le négoce du rhum. Dans les années 1840-1950, les firmes bordelaises sont fortes au Sénégal, en Gambie et en Casamance, où elles développent en particulier la culture d’arachide, qui approvisionne les quatre huileries actives en Gironde. Dans l’océan Indien, Bordeaux, derrière Nantes, est en relation avec La Réunion (rhum, sucre) et, derrière Marseille, avec Madagascar (maison Faure frères). Des armateurs et négociants bordelais se déploient en Extrême-Orient : ils approvisionnent le corps expéditionnaire en Cochinchine, sont les premiers à s’implanter au Cambodge et soutiennent le négoce girondin en Indochine (Maison Denis frères). Les maisons Bordes et Ballande (puissante en Nouvelle-Calédonie) sont actives dans le Pacifique ; depuis Valparaiso, elles contrôlent le commerce avec Nouméa et assurent l’essentiel du service régulier avec Tahiti.
Bordeaux devient aussi le grand port de paquebots transatlantiques avec la ligne France-Brésil (1857), celle des Antilles, puis du Maroc et des côtes d’Afrique occidentale.
Port d’émigration : entre 1865 et 1920, le port de Bordeaux transporte 371 000 migrants à la recherche d’un avenir meilleur vers les États-Unis, et surtout l’Amérique du Sud, principalement l’Argentine. Ils viennent du grand Sud-Ouest, d’Espagne et d’Italie, et même de toute l’Europe, puisque 27 nationalités différentes ont été recensées.
Toutes ces activités ont un effet considérable sur les activités du port et l’économie bordelaise car, outre les industries navales, ce dynamisme permet de développer les industries alimentaires. Grâce aux produits coloniaux, de nombreux ateliers voient le jour (conserveries, biscuiteries, chocolateries) et des industries se développent pour le raffinage du sucre, ou les huileries, la fabrication de liqueurs, d’apéritifs ou de rhum.
Les sécheries de morues s’installent sur les palus de Bègles, qui devient le plus grand centre français de production. Pêcheurs basques, bretons et normands viennent décharger à Bordeaux leurs cargaisons pêchées sur les bancs de Terre-Neuve ou d’Islande.
Le rayonnement considérable de Bordeaux se met en scène dans les grandes expositions maritimes, universelles, coloniales et nationales. Ces relations avec le monde développent un goût pour l’exotisme et l’art colonial qui donnent naissance à un style de vie propre à Bordeaux.

#### Une ville en expansion et en transformation
Résultat de ce développement économique, Bordeaux connaît d’importants travaux d’urbanisme : percement de grandes artères et ouverture des boulevards de ceinture. L’architecture témoigne d’un attachement aux canons du classicisme, même si l’on perçoit l’apparition de l’éclectisme puis de l’Art nouveau.
L’aristocratie terrienne qui possède des hôtels particuliers en ville est rejointe par la grande bourgeoisie économique, les professions libérales et les hauts fonctionnaires qui habitent des appartements huppés. De nombreux cercles comme le Club bordelais, le New club ou l’Union club constituent leurs lieux de convivialité.

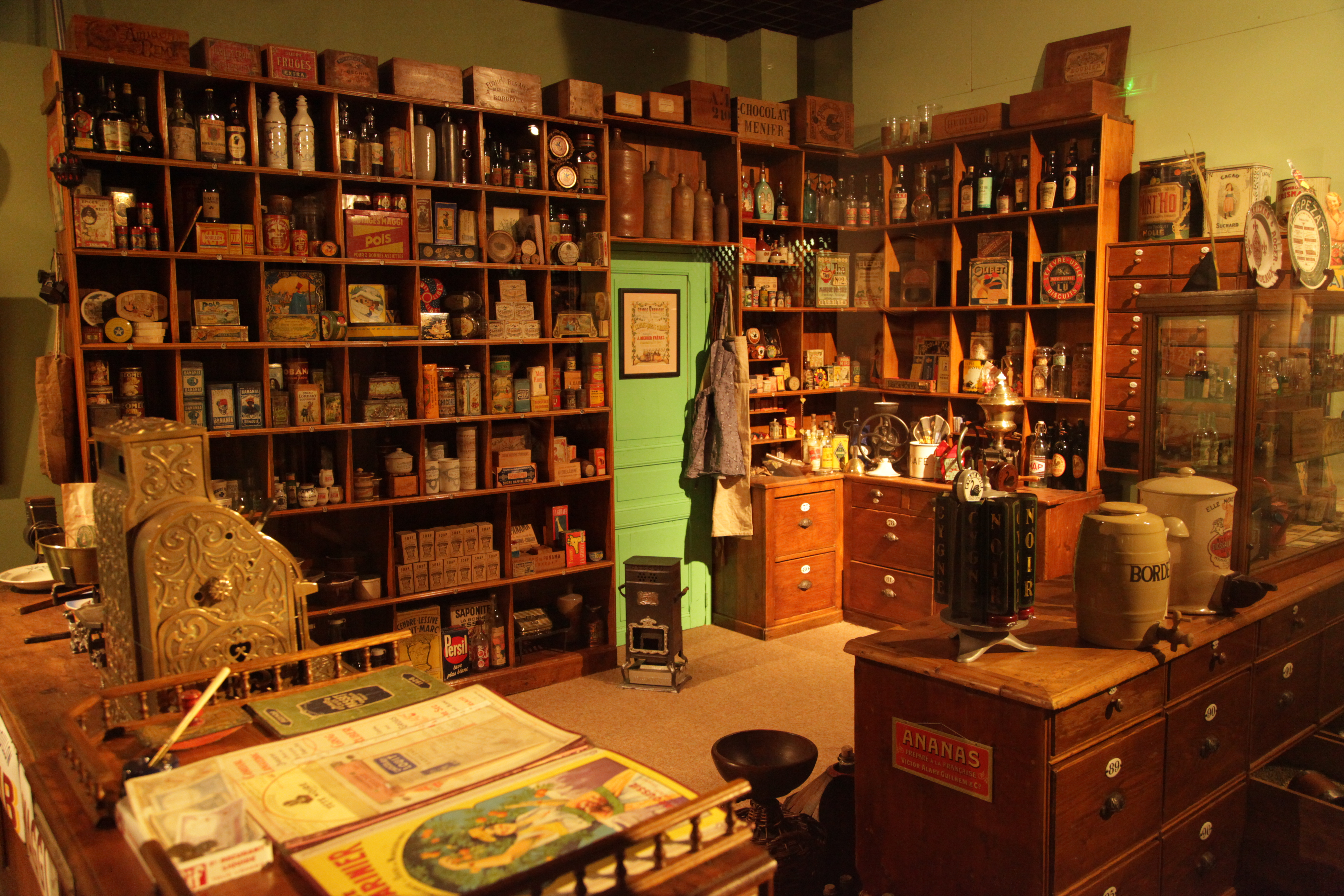
Épicerie reconstituée.

La demande de ces catégories sociales dynamise l’artisanat bordelais. Outre le travail de la pierre, du bois et de la ferronnerie, la faïencerie bordelaise connaît des heures de gloire, de même que l’art du vitrail lié au renouveau de la foi et à l’intérêt pour les arts appliqués. Les vitraux à décor civil sont produits en grandes quantités et ont une diffusion internationale. La reconstitution d'une épicerie des années 1920-1930 rend compte de l'activité marchande.
Bordeaux connaît une très grande diversité sociale avec des milieux très compartimentés. Les rues de la ville sont animées par tout un monde de marchands ambulants, colporteurs, artisans, mais aussi une population ouvrière très importante, du fait des installations portuaires et ferroviaires, et de la diversification des industries qui attirent aussi des populations immigrées du grand Sud-Ouest et de l’Espagne. Le taux très élevé de personnel de maisons témoigne de l’aisance de la bourgeoisie locale.
Des bals des corporations aux opéras du Grand théâtre en passant par les cafés-concerts et music-halls, les pratiques culturelles identifient les appartenances sociales que renforcent aussi les séjours sur le Bassin d’Arcachon et la diversification des sports, des très populaires rugby, cyclisme et football aux pratiques plus distinguées : hippisme, navigation de plaisance, tennis, golf et courses de voitures.
Après la Révolution, le catholicisme connaît un spectaculaire rétablissement avec des cardinaux archevêques qui marquent leur époque. Le patrimoine religieux est restauré et de nouvelles églises édifiées. Patronage et syndicats chrétiens encadrent la vie sociale. Plus discrète, mais tout aussi présente, l’influence des protestants et des israélites est très forte dans la vie économique et sociale. La laïcisation se fait jour et la loi de séparation de l’Église et de l’État donne lieu à de violents conflits.

### XXesiècle
Les visiteurs achèvent leur visite en traversant un mur d’images évoquant les guerres mondiales (Bordeaux trois fois capitale tragique) et les événements du XXe siècle qui feront l’objet d’une nouvelle tranche d’aménagements à l’horizon 2016.

## Tombe de Michel de Montaigne

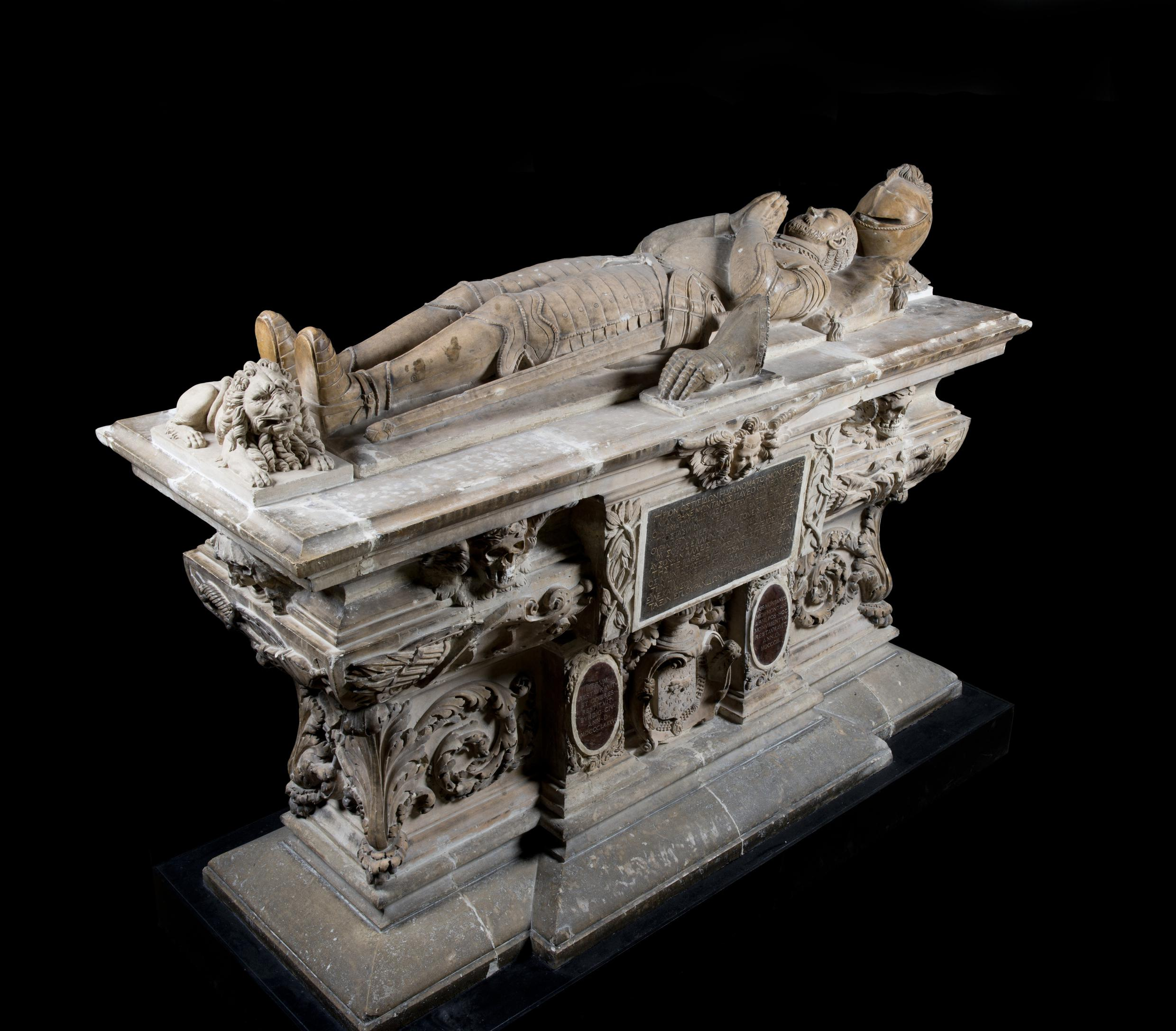
Cénotaphe de Montaigne.

Michel de Montaigne fut maire de Bordeaux de 1581 à 1585. À son décès survenu en 1592 dans son château de Saint-Michel-de-Montaigne, il a été inhumé en 1593 dans la chapelle du couvent des Feuillants à Bordeaux. Son épouse, Françoise de la Chassaigne, lui fait construire un cénotaphe qui sera installé en 1603 dans l'église rénovée des Feuillants. Après la révolution, le couvent devient un lycée, qui brûla en 1871. Les restes de l’humaniste sont alors transférés au cimetière de la Chartreuse, puis reviennent solennellement en 1886 dans l'université construite sur le site. Le cénotaphe y est disposé dans le vestibule d’entrée.
En 2018, l'exploration du caveau disposé au sous-sol à l'aplomb du cénotaphe a révélé la présence des restes présumés de l'auteur, ce que des analyses ADN devront confirmer.

## Inventaire du fonds colonial

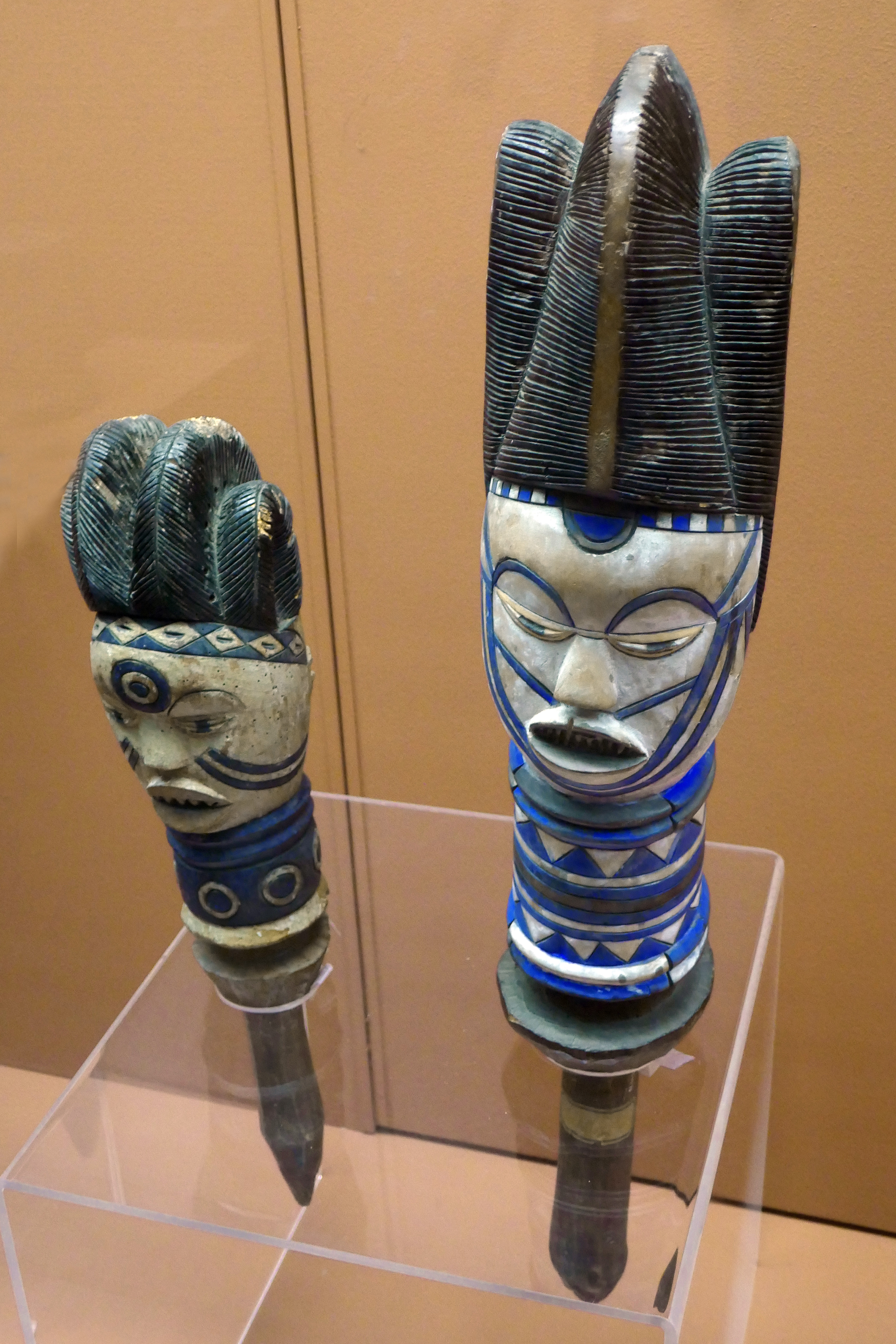
Têtes sculptées du peuple kouyou, situé dans l'Est du Gabon.

Selon la directrice-adjointe Katia Kukawka, le Musée d’Aquitaine conserve 5 500 objets provenant de sociétés extra-européennes, hors période antique : 2700 d’Afrique, 1000 d’Océanie, 716 d’Asie et environ 1000 des Amériques et des mondes inuits. Toutefois, l'immense majorité se trouve en réserve et seulement 300 de ces objets sont exposés. Ce patrimoine colonial obtenu pendant les périodes de l’Empire colonial et de la traite négrière, est principalement issu des campagnes militaires, et des missions religieuses ou ethnographiques. Souvent arrivées en France sur la base de « relations dissymétriques », certaines de ces pièces peuvent éventuellement faire l'objet d'une restitution officielle si elles sont réclamées par les anciennes colonies.
Pour une période allant de 2023 à 2027, le Conseil régional de Nouvelle-Aquitaine finance un projet d'inventaire des collections d’origine subsaharienne de six musées d'histoire : musée d’Aquitaine, musée d’ethnographie de l’université de Bordeaux, musée d’Angoulême, muséum de La Rochelle, musée d'Art et d'Archéologie du Périgord, et musée Hèbre de Rochefort. Intitulé Anada (Afriques-Nouvelle-Aquitaine : décolonisation des arts), le projet est coordonné par l'enseignante-chercheuse Sophie Chave-Dartoen, également directrice du Musée d’ethnographie de Bordeaux.
La première phase consiste à enquêter pour établir les provenances des collections régionales originaires d’Afrique, puis dans un second temps, d'identifier les œuvres problématiques ou importantes du point de vue des communautés et des États d’origine. Devant l'ampleur de la tâche, la priorité est donnée aux collections provenant du Cameroun, du Gabon, du Burkina Faso et de la Côte d’Ivoire, partenaires avec lesquels différentes opérations sont déjà en cours.

## La bibliothèque
Constituée de plus de 27 000 ouvrages, de travaux universitaires et de collections de périodiques, la bibliothèque du musée est particulièrement riche en documents liés à Bordeaux et à sa région. À noter qu'elle comporte les collections privées de Robert Coulon et de François Bordes.
La bibliothèque est accessible au grand public, aux étudiants et aux chercheurs, sans inscription. Les ouvrages sont en accès libre ou en magasin, et la consultation se fait sur place.

## Galerie
Quelques objets exposés au musée d'Aquitaine avec une page sur Wikipédia :
- Homme de Chancelade
- Vénus de Laussel
- Autel taurobolique de Bordeaux
- Statue en bronze d'Hercule
- Trésor de Tayac
- Sculptures de l'abbaye de La Sauve-Majeure
- Gisant du chevalier de Curton
- Plate-tombe d'Aliénor de Vipont
- Cénotaphe de Montaigne
- Louis-Urbain-Aubert de Tourny
- École d'Aquitaine (mosaïque)

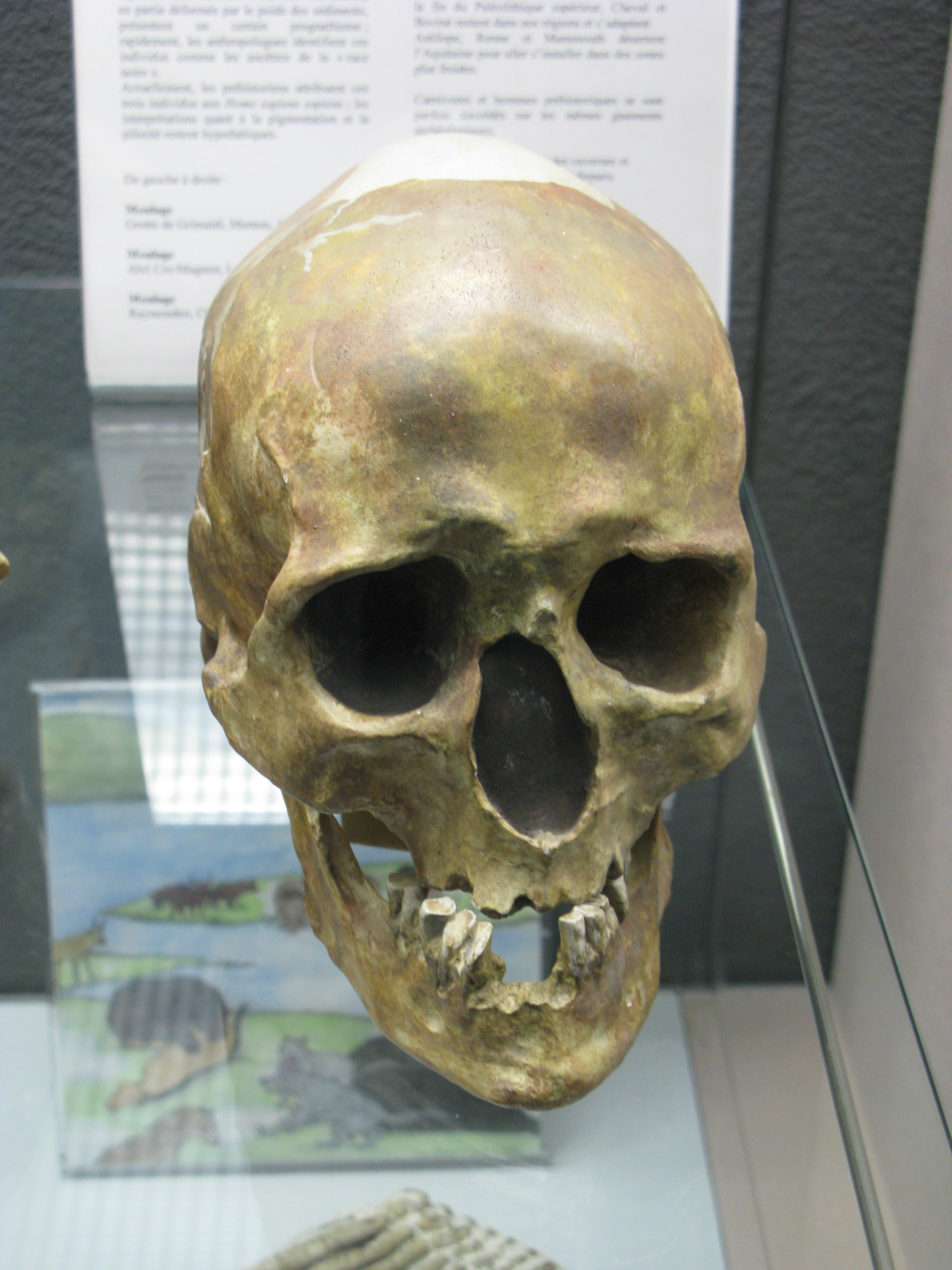
Homme de Chancelade.
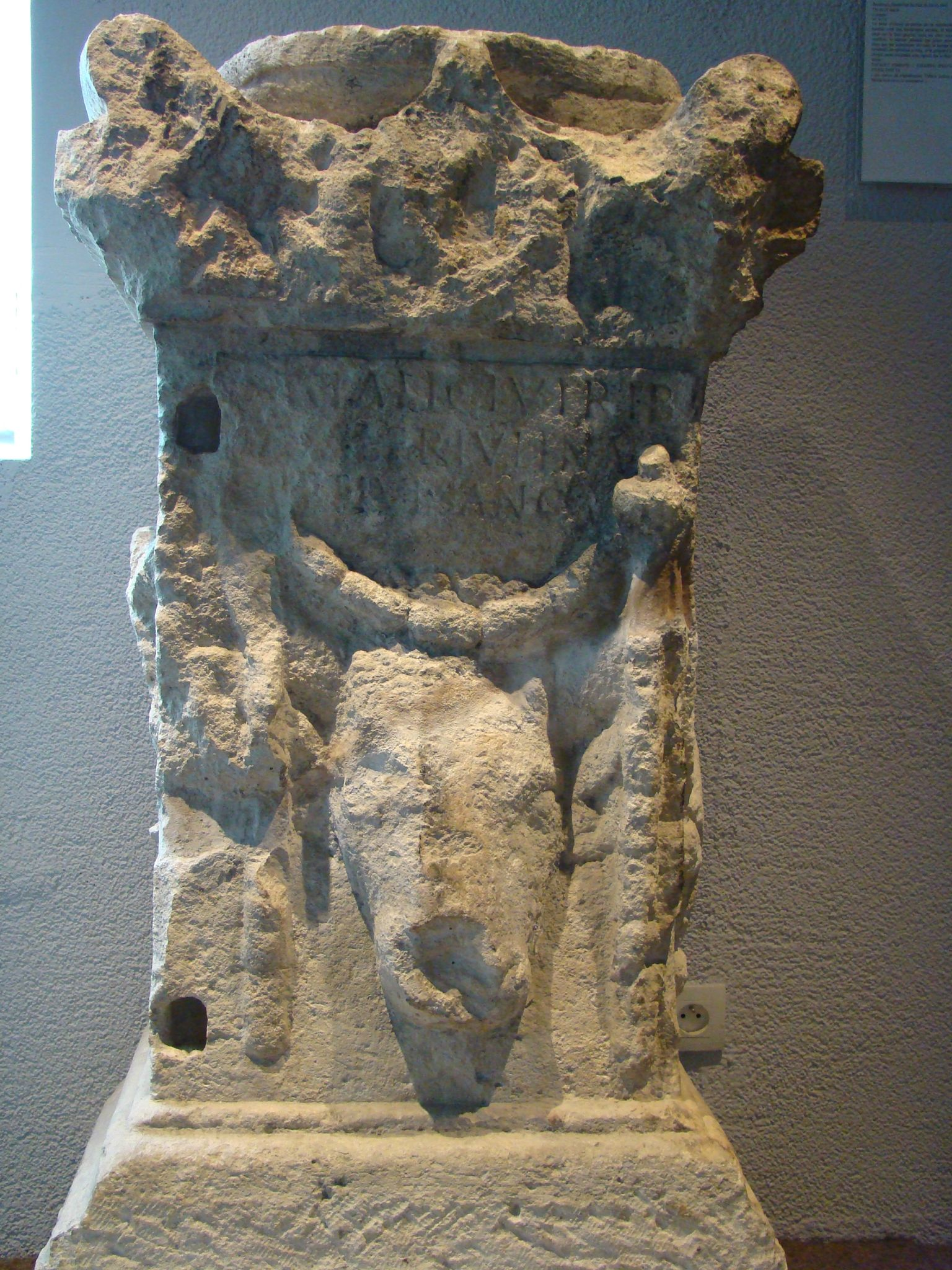
Autel taurobolique.
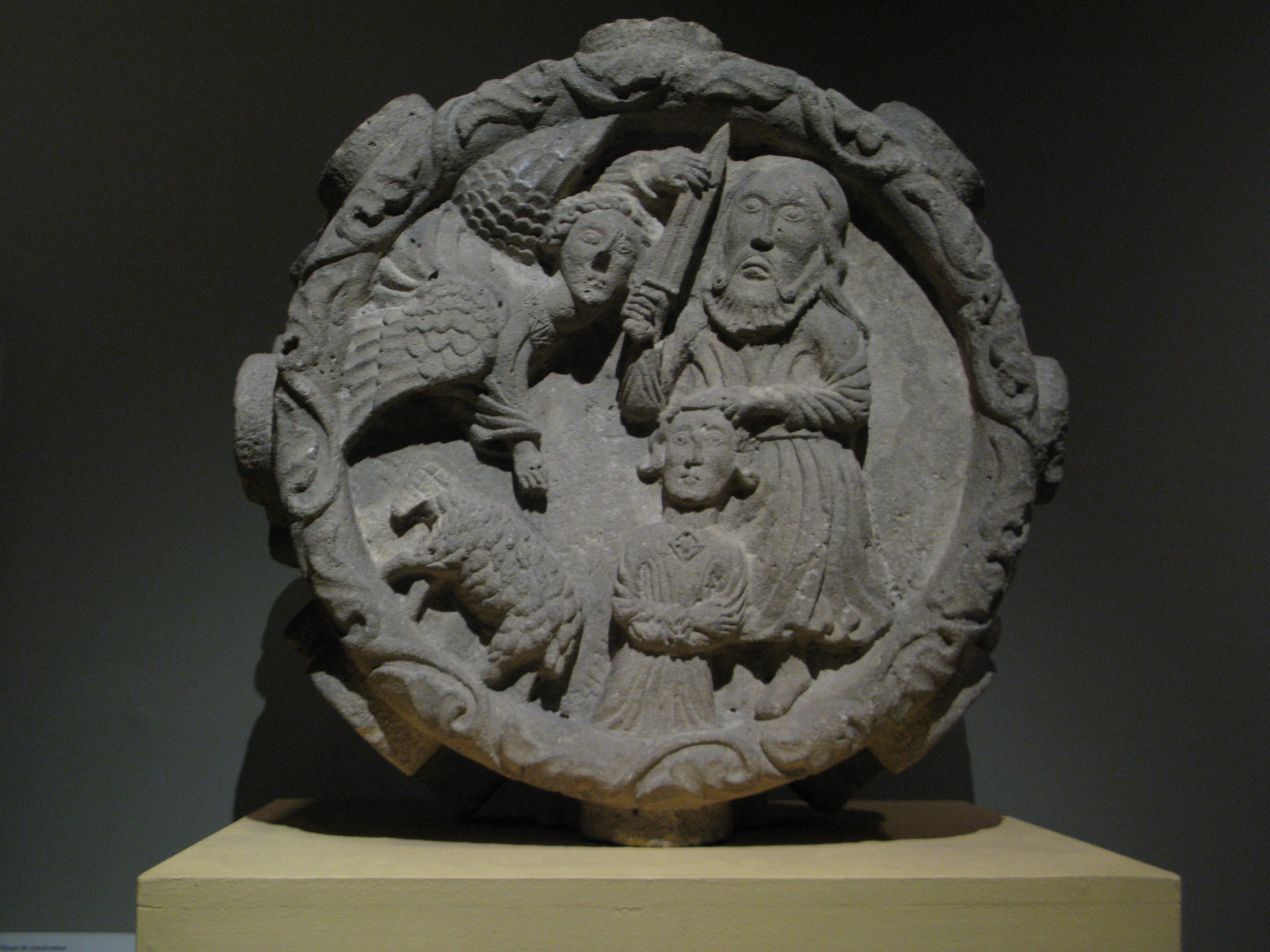
Abbaye de La Sauve.
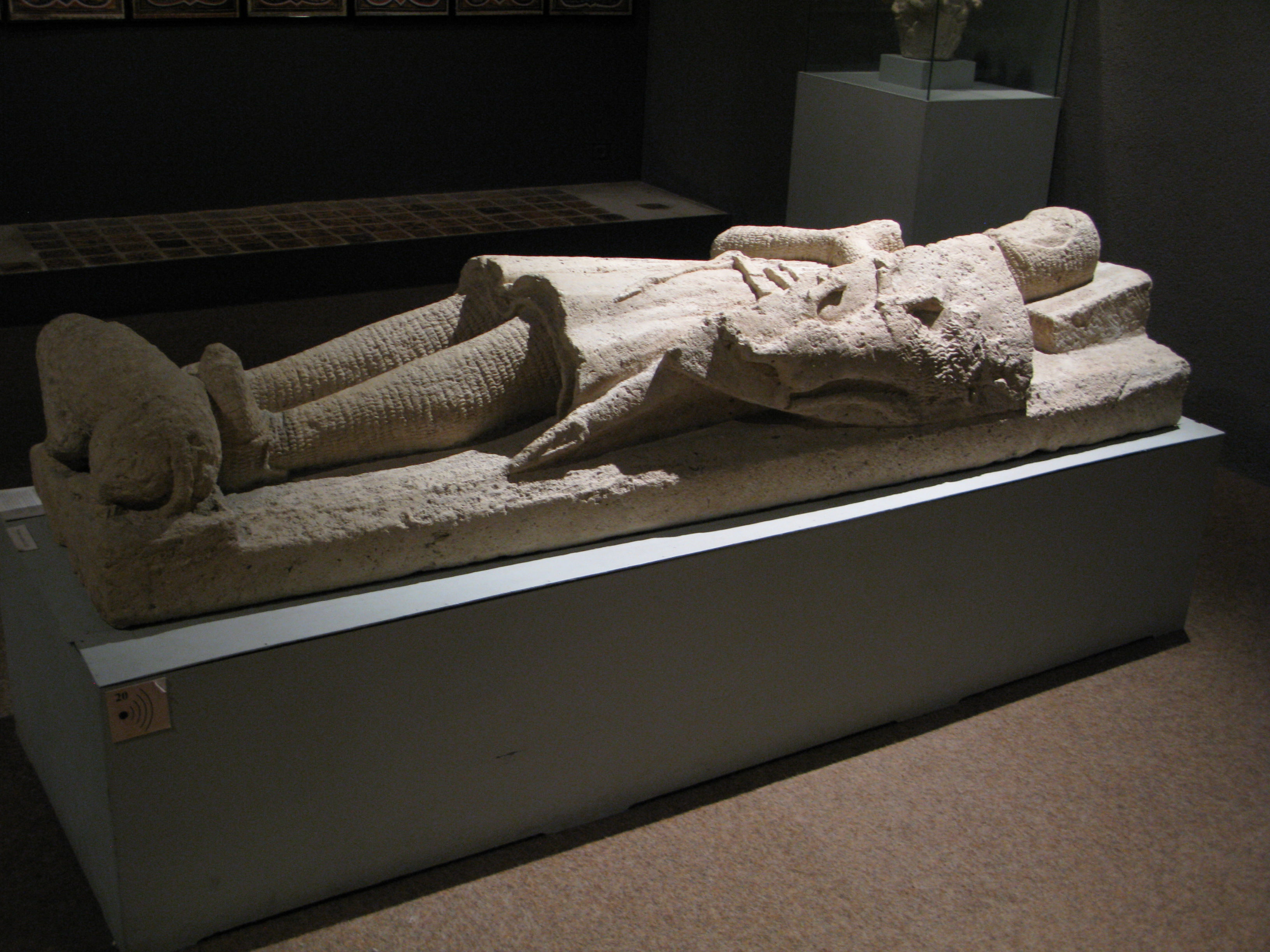
Gisant de Curton.
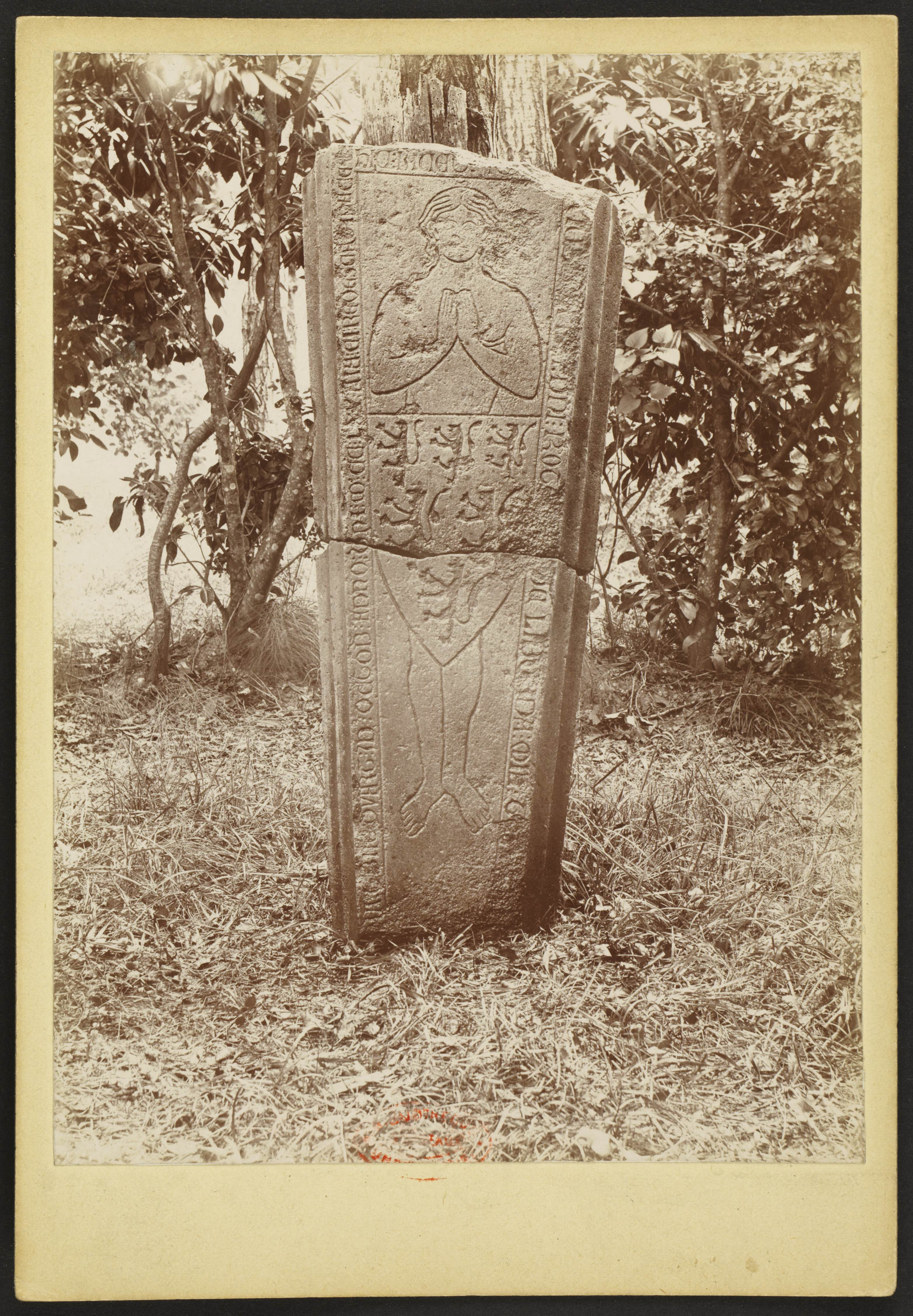
Plate-tombe d'Aliénor.
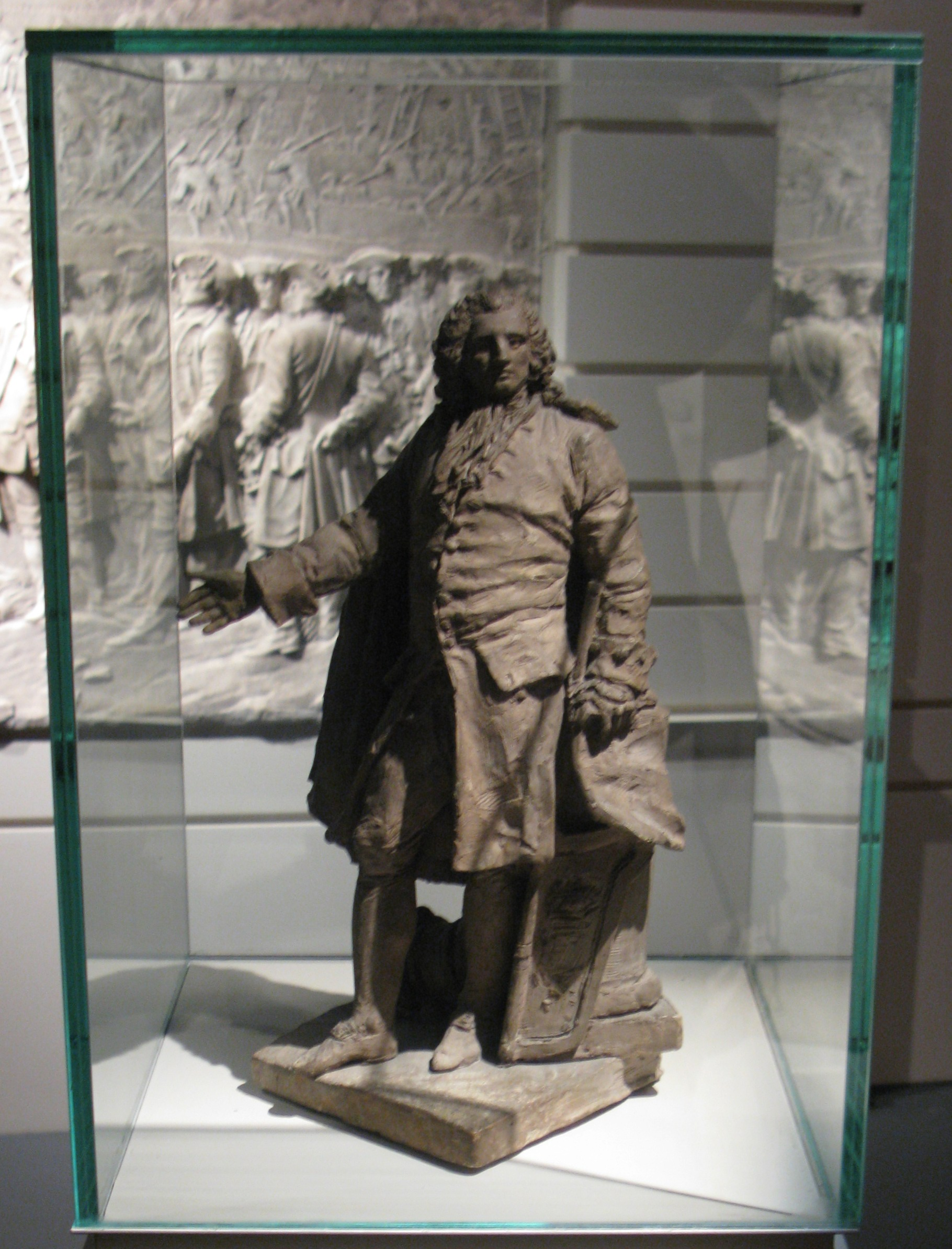
Louis-Urbain-Aubert de Tourny.
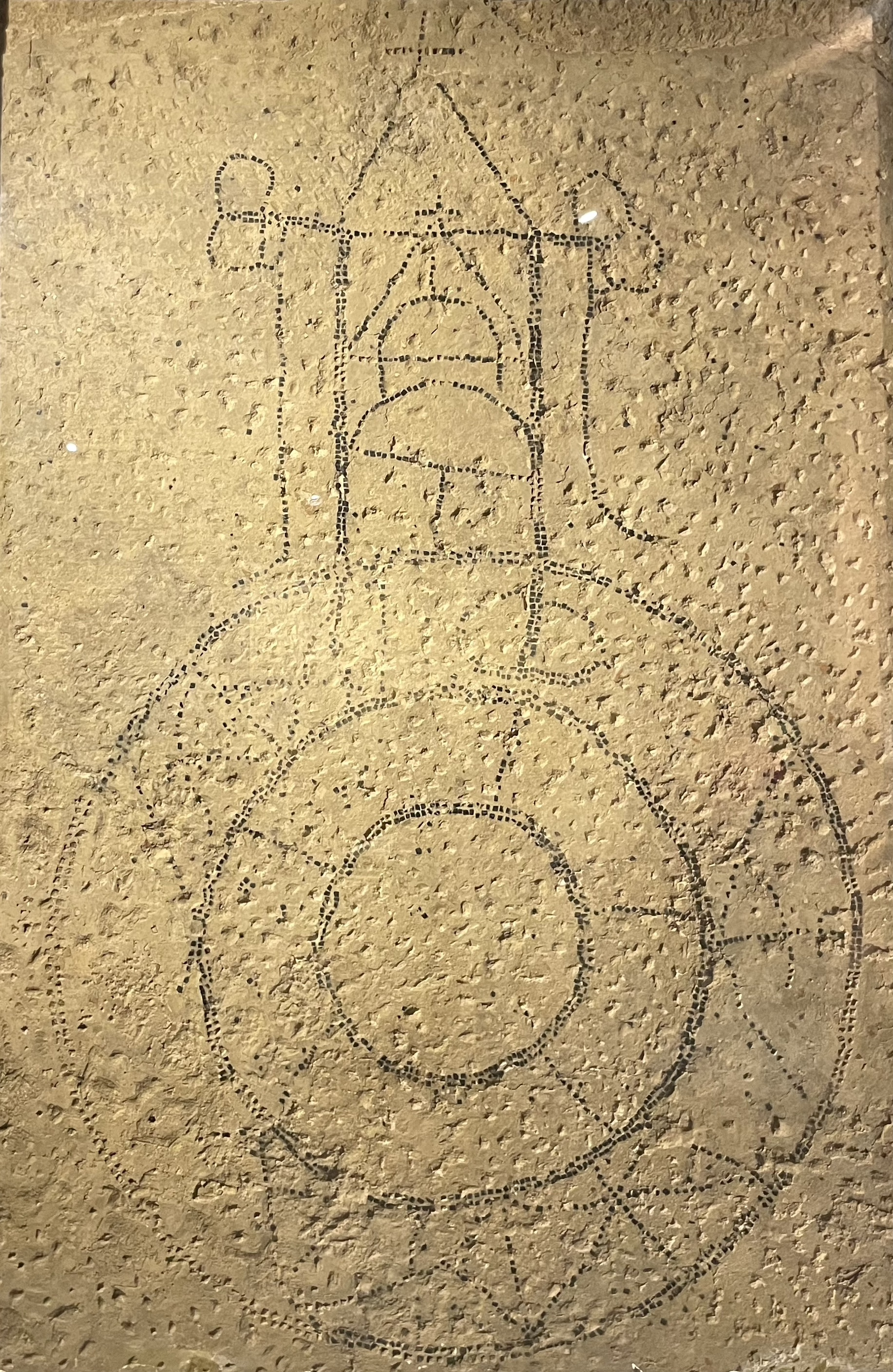
Mosaïque du Saint-Sépulcre.

Objets divers

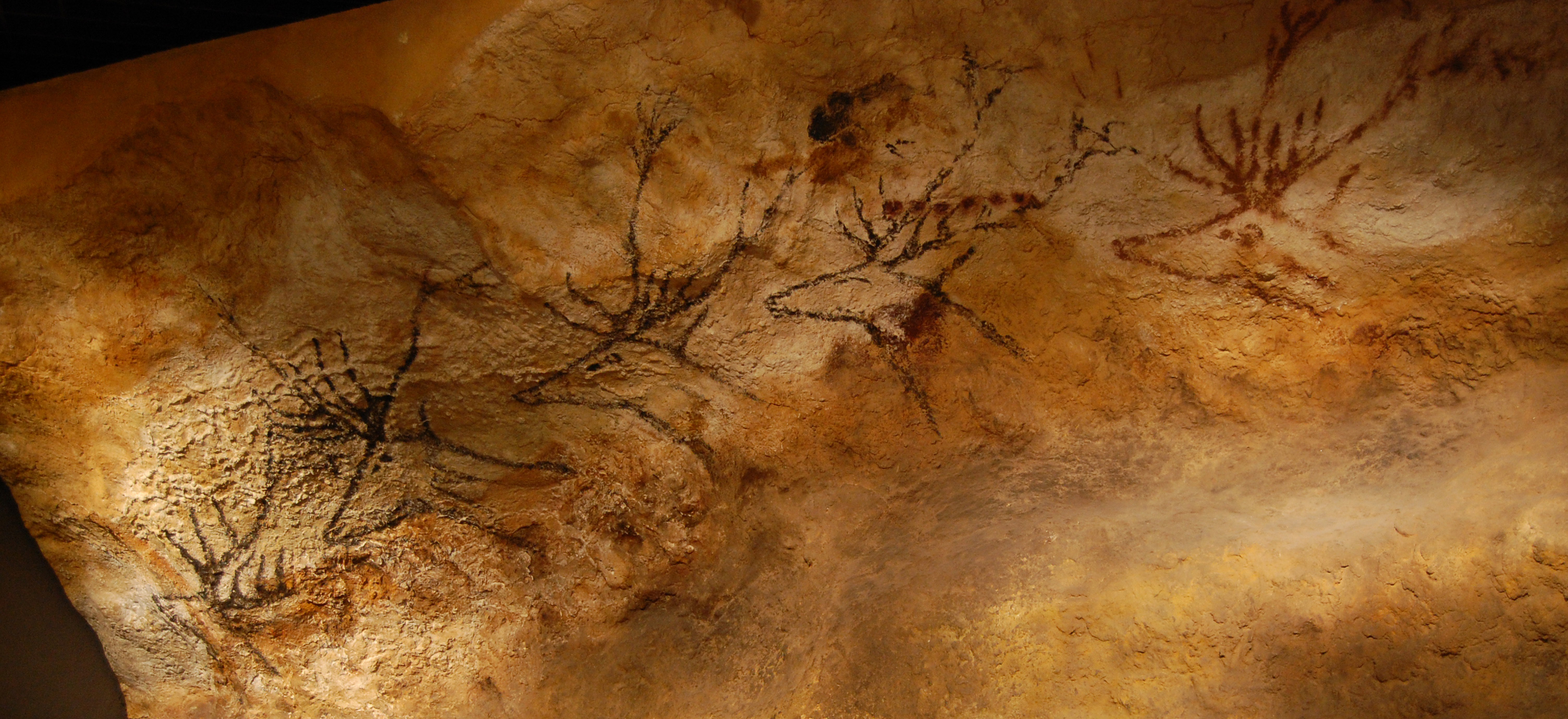
Fac-similé de la fresque des cerfs de la grotte de Lascaux.
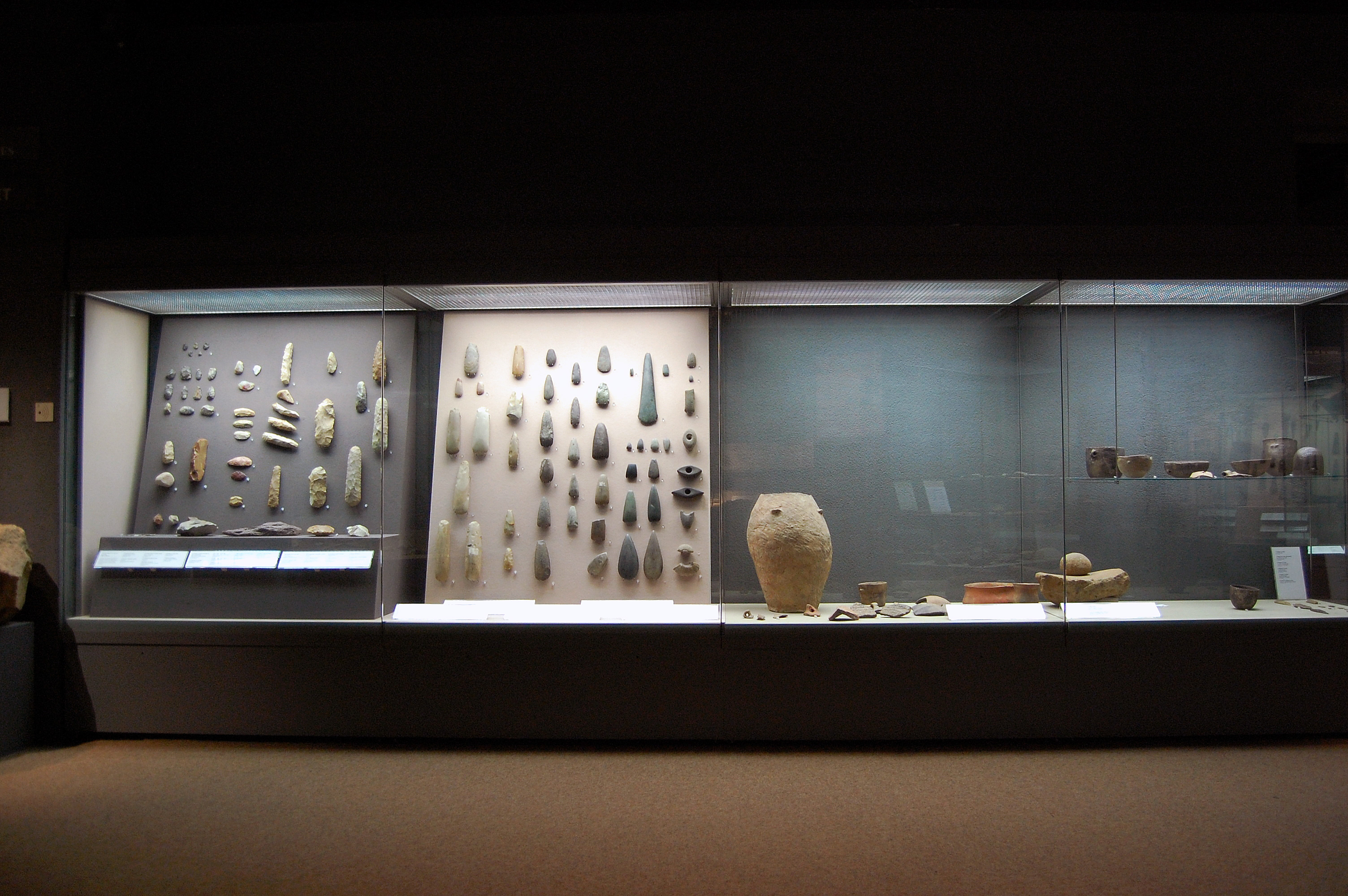
Ancienne salle de la Préhistoire.
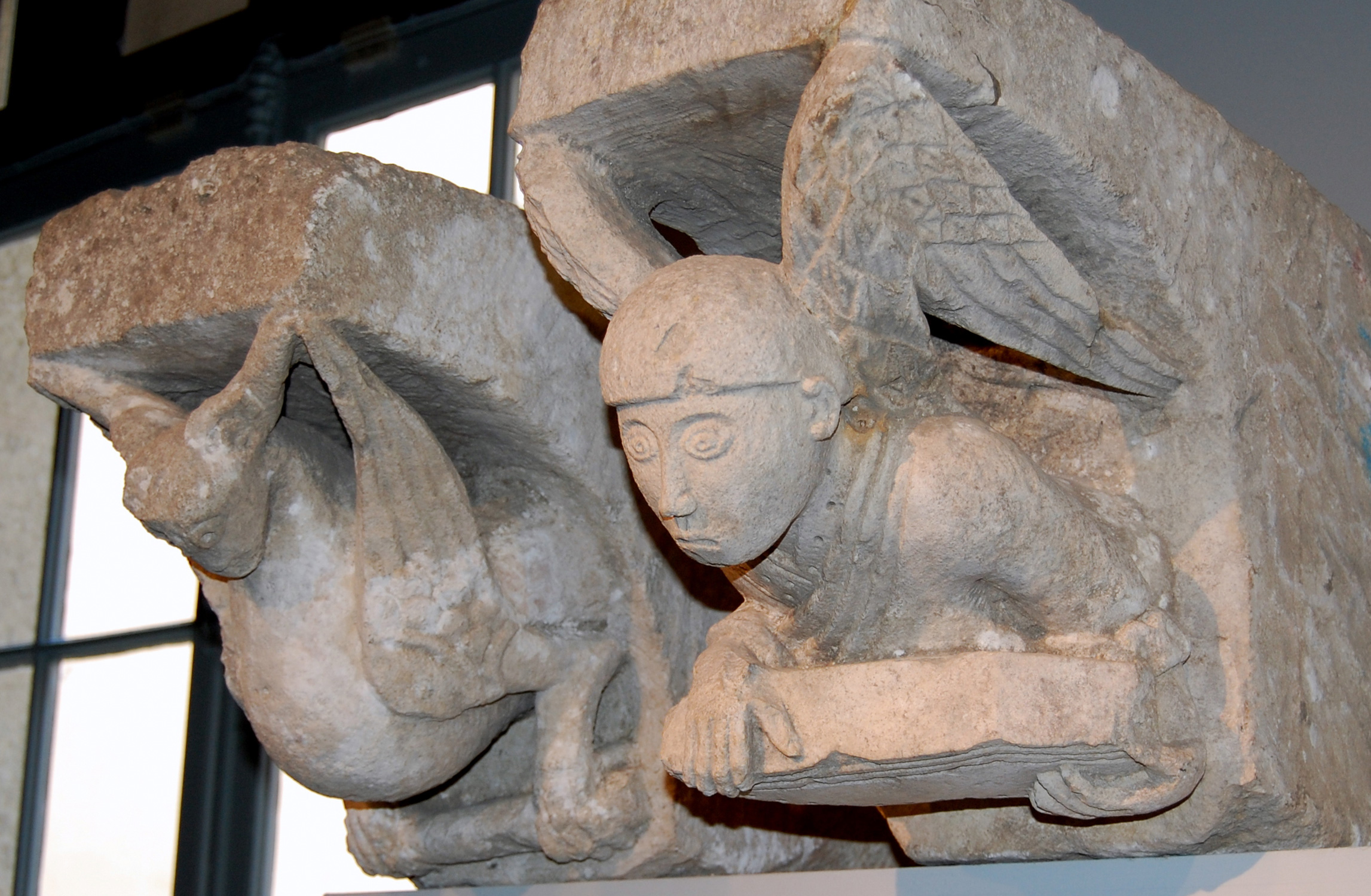
Modillons du XIIe siècle.
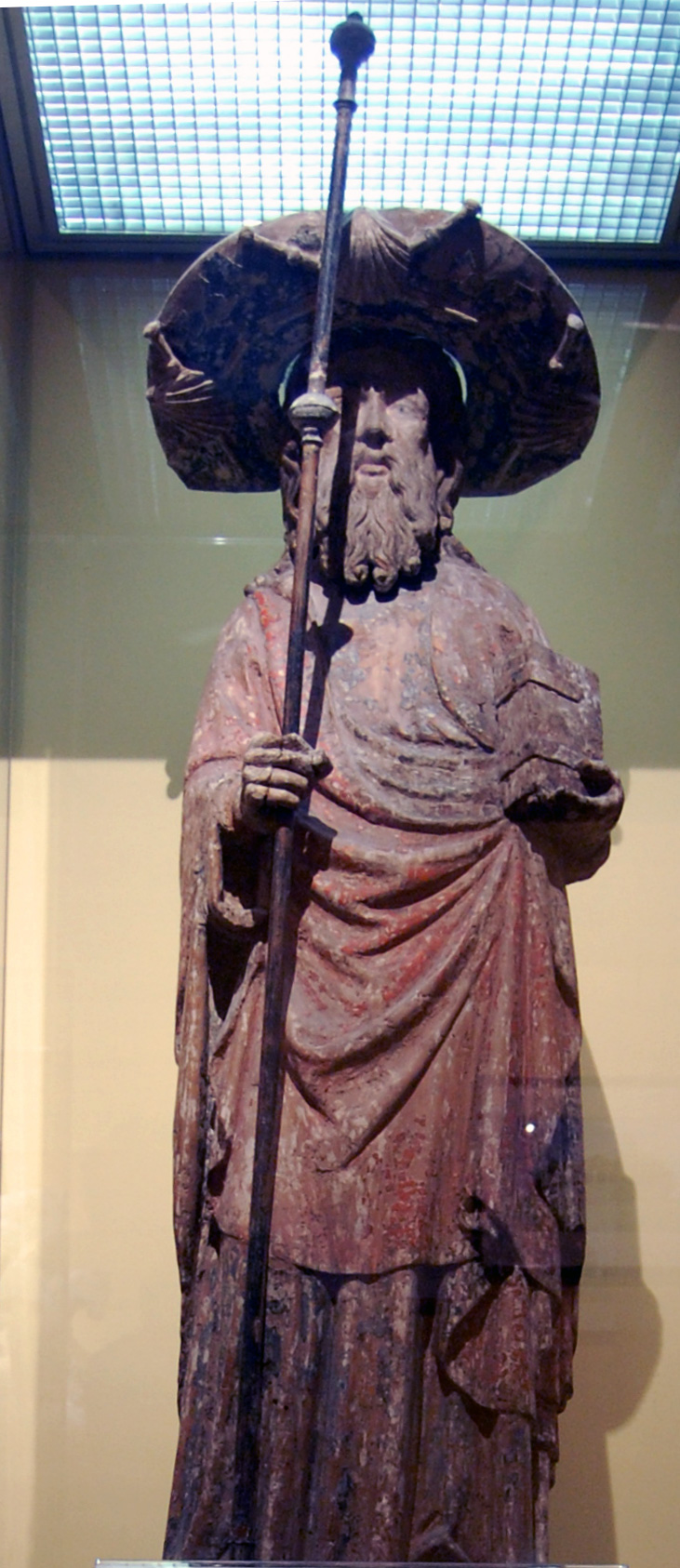
Statue de saint Jacques en bois polychrome provenant de la basilique Saint-Michel de Bordeaux.
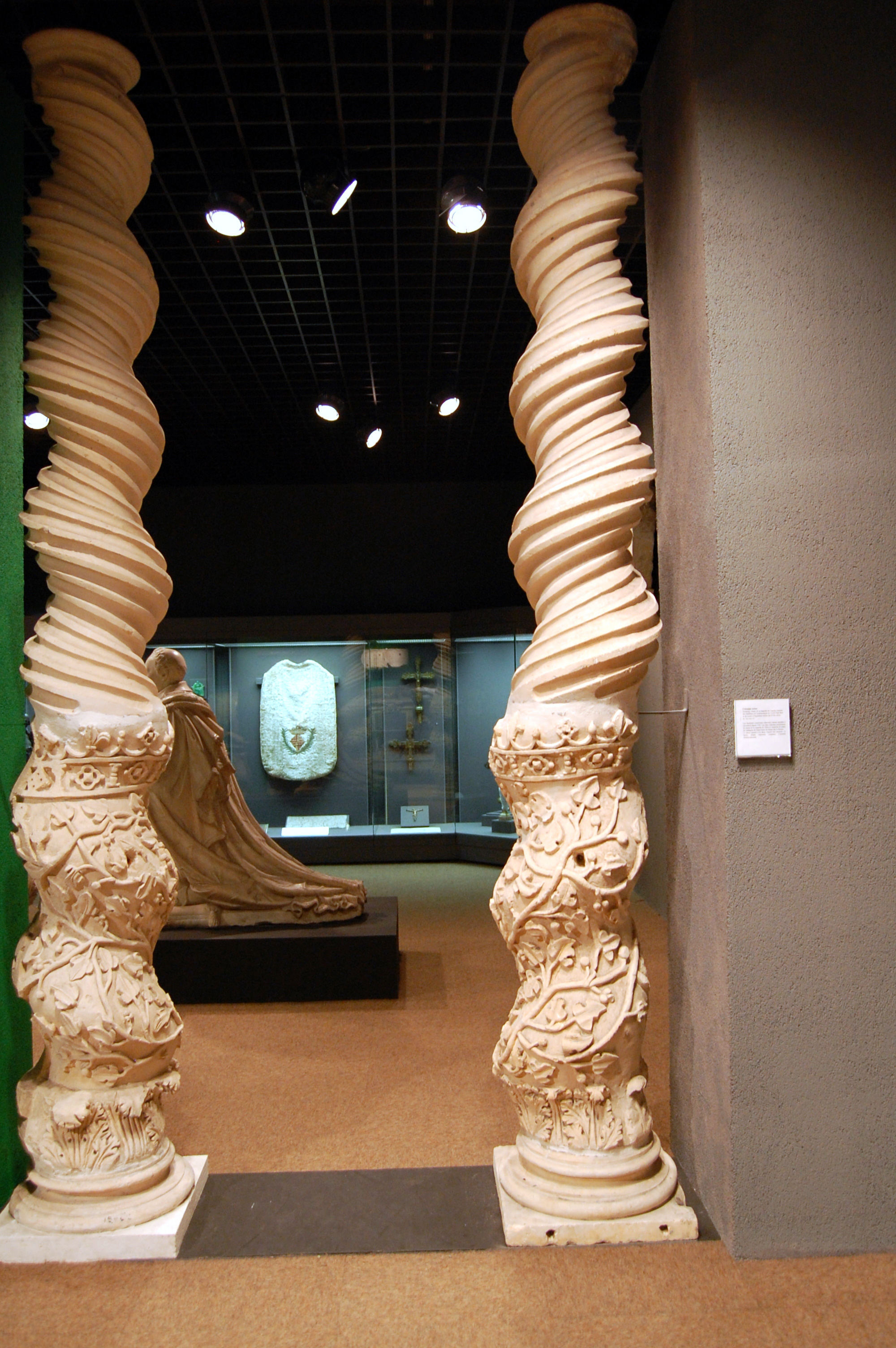
Colonnes torsadées, époque moderne.
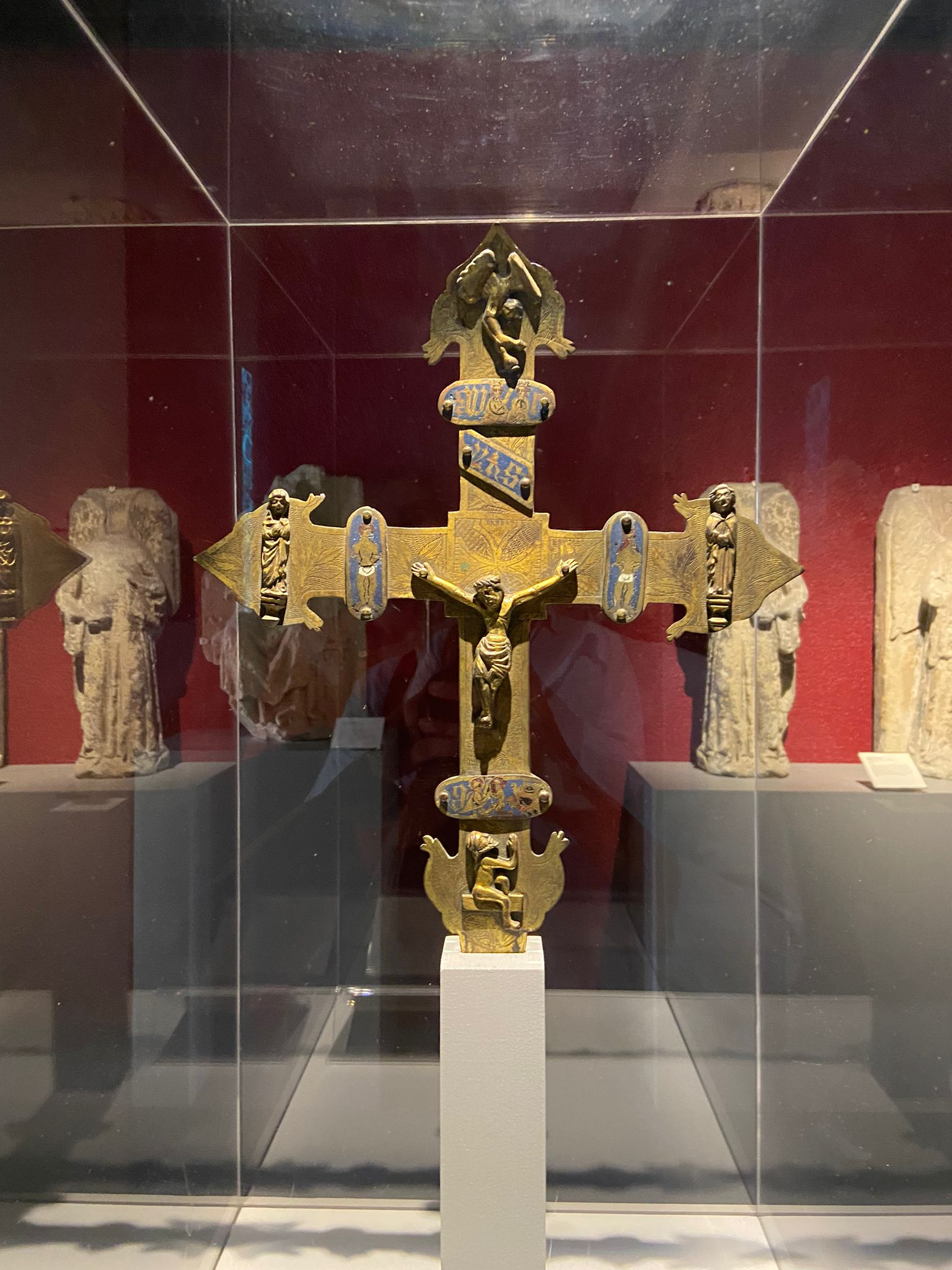
Croix processionnelle de la Société archéologique de Bordeaux exposée comme dépôt au Musée d'Aquitaine.